# Triptyque des Monts et Châteaux 2015
La 20e édition du Triptyque des Monts et Châteaux a eu lieu du 3 au 6 avril 2015. La course fait partie du calendrier UCI Europe Tour 2015 en catégorie 2.2.
Elle a été remportée par le Français Lilian Calmejane (Vendée U), vainqueur de la deuxième étape, qui s'impose respectivement de dix-huit secondes devant le Britannique Owain Doull (Équipe nationale du Royaume-Uni) et vingt-trois sur le Belge Maxime Farazijn (EFC-Etixx), lauréat de la quatrième étape.
Doull remporte le classement par points et le Belge Nicolas Vereecken (3M) ceux de la montagne et des rushs. Le Néerlandais Sjoerd Bax (Rabobank Development) termine quant à lui meilleur jeune tandis que la formation française Vendée U finit meilleure équipe.

## Présentation

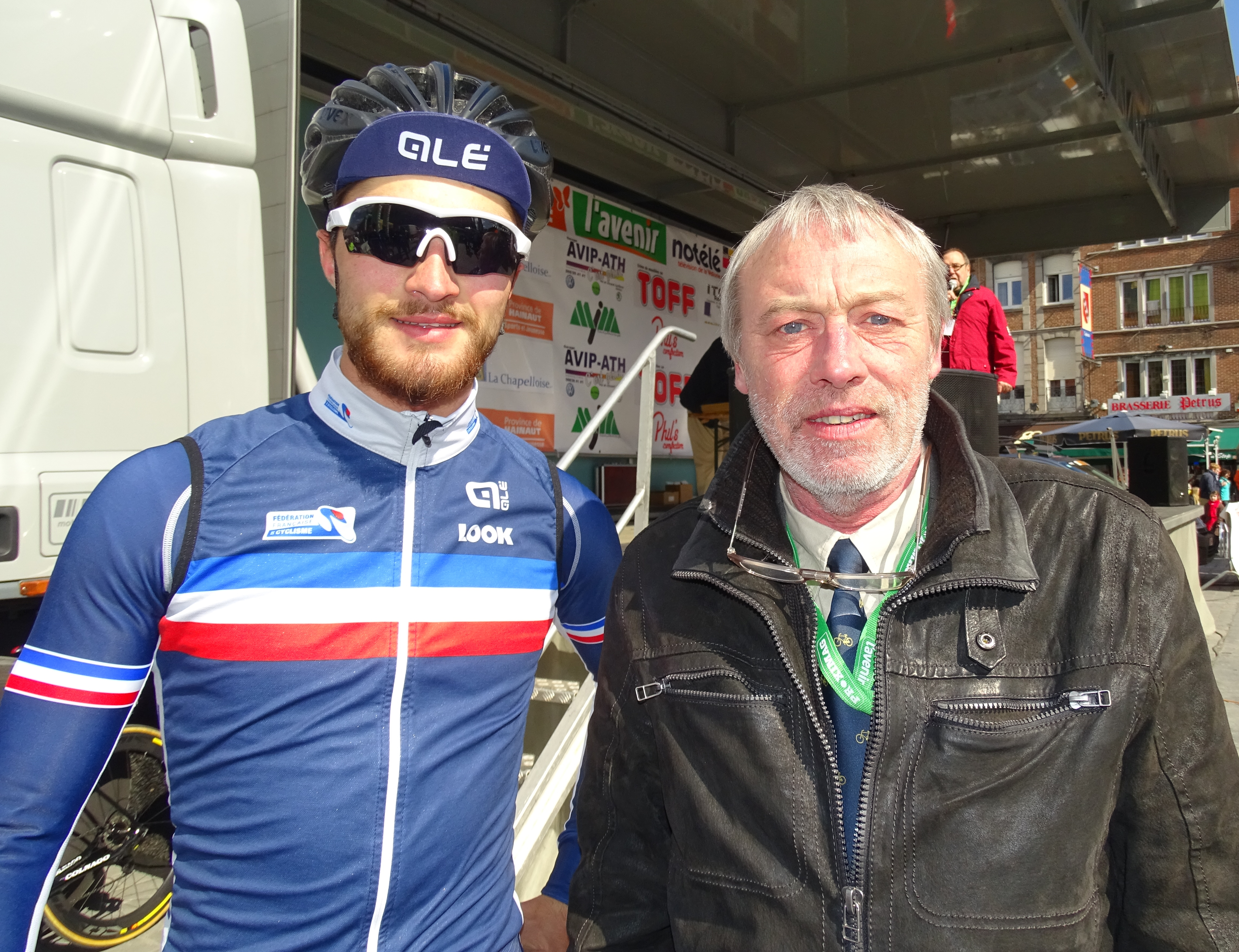
Jean-Pierre Delitte photographié lors du départ de la 3e étape à Tournai, en compagnie de Marc Fournier, vainqueur de la 1re étape.

Exceptionnellement, pour fêter la 20e édition et les 25 ans de La Petite Reine Frasnoise, le contre-la-montre individuel est supprimé et remplacé par une étape en ligne, et la course se déroule sur quatre jours, représentant un parcours de 595,7 kilomètres.

### Présentation générale de la course
Dans un entretien accordé à directvelo, le président de La Petite Reine Frasnoise Jean-Pierre Delitte détaille l'édition 2015 du Triptyque des Monts et Châteaux. Celle-ci se distingue des autres éditions dans la mesure où elle vient fêter les 25 ans du club de La Petit Reine Frasnoise et la 20e édition de la course.
Premièrement, l'épreuve est rallongée et se déroule sur quatre jours au lieu de trois lors des éditions précédentes. La quatrième et dernière étape a lieu le lundi de Pâques, ce qui évite de se retrouver en concurrence avec le Tour des Flandres ayant lieu le dimanche. Il y aura donc plus de monde lors de l'arrivée finale. Deuxièmement, le contre-la-montre individuel du samedi matin est supprimé, cette deuxième étape sera donc plus longue que d'habitude.
Le profil des étapes va crescendo au fil des jours, ces dernières seront donc de plus en plus difficiles. Jean-Pierre Delitte décrit la dernière étape comme le « point d'orgue » et l'« étape reine » de la compétition. Au niveau des équipes, le président indique que le Triptyque des Monts et Châteaux ne tombe pas en concurrence avec un week-end de la Coupe de France, ce qui lui laisse bon espoir d'accueillir une formation française, potentiellement l’Équipe nationale française espoirs. Enfin, il indique avoir « reçu pas mal de candidatures d'équipes ».

### Équipes
Classé en catégorie 2.2 de l'UCI Europe Tour, le Triptyque des Monts et Châteaux est par conséquent ouvert aux équipes continentales professionnelles belges, aux équipes continentales, aux équipes nationales et aux équipes régionales et de clubs.
Vingt-cinq équipes participent à ce Triptyque des Monts et Châteaux - neuf équipes continentales, six équipes nationales et dix équipes régionales et de clubs :
| Équipes continentales          | Équipes continentales | Équipes continentales |
| Nom de l'équipe                | Pays                  | Code                  |
| ------------------------------ | --------------------- | --------------------- |
| 3M                             | Belgique              | MMM                   |
| Colba-Superano Ham             | Belgique              | CSH                   |
| Color Code-Aquality Protect    | Belgique              | CCB                   |
| Leopard Development            | Luxembourg            | LDT                   |
| Rabobank Development           | Pays-Bas              | RDT                   |
| SEG Racing                     | Pays-Bas              | SEG                   |
| T.Palm-Pôle Continental Wallon | Belgique              | PCW                   |
| Veranclassic-Ekoï              | Belgique              | VER                   |
| Verandas Willems               | Belgique              | WIL                   |

| Équipes nationales                      | Équipes nationales | Équipes nationales |
| Nom de l'équipe                         | Pays               | Code               |
| --------------------------------------- | ------------------ | ------------------ |
| Équipe nationale d'Allemagne espoirs    | Allemagne          | GER                |
| Équipe nationale d'Estonie espoirs      | Estonie            | EST                |
| Équipe nationale des États-Unis espoirs | États-Unis         | USA                |
| Équipe nationale de France espoirs      | France             | FRA                |
| Équipe nationale du Royaume-Uni espoirs | Royaume-Uni        | GBR                |
| Équipe nationale de Russie espoirs      | Russie             | RUS                |

| Équipes régionales et de clubs      | Équipes régionales et de clubs | Équipes régionales et de clubs |
| Nom de l'équipe                     | Pays                           | Code                           |
| ----------------------------------- | ------------------------------ | ------------------------------ |
| BCV Works-Soenens                   | Belgique                       | BCV                            |
| EFC-Etixx                           | Belgique                       | EFC                            |
| KSV Deerlijk-Gaverzicht             | Belgique                       | DEE                            |
| Lotto-Soudal U23                    | Belgique                       | LTU                            |
| Ottignies-Perwez                    | Belgique                       | OTP                            |
| Profel United                       | Belgique                       | PFU                            |
| Van Der Vurst-Hiko                  | Belgique                       | VDV                            |
| Vendée U                            | France                         | VEN                            |
| Verandas Willems-Crabbé-CC Chevigny | Belgique                       | CHE                            |
| VL Technics-Experza-Abutriek        | Belgique                       | VLT                            |

#### Classement par équipes

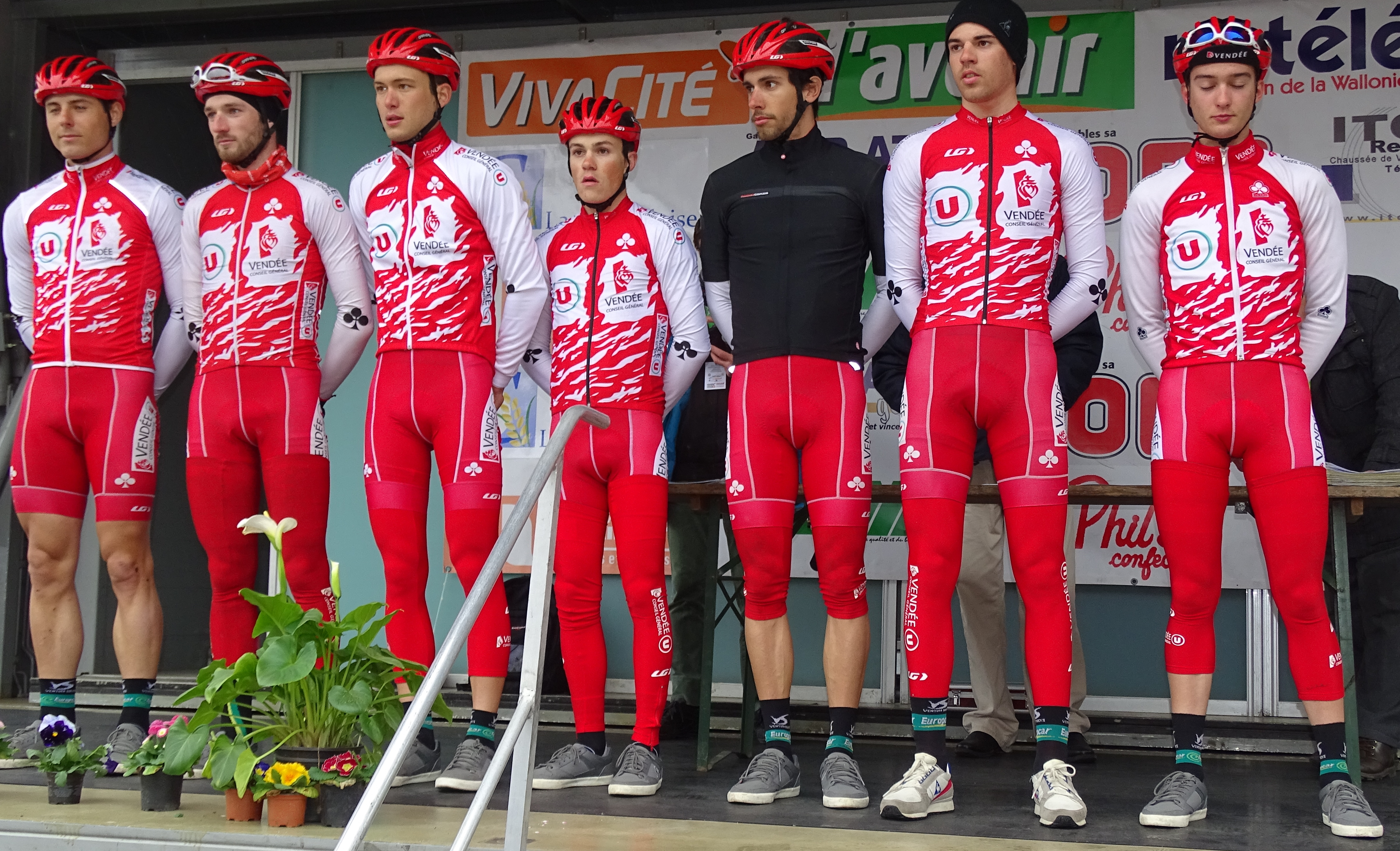
L'équipe Vendée U, constituée de Romain Cardis, Jérémy Cornu, Taruia Krainer, Loïc Bouchereau, Romain Guyot, Lilian Calmejane et Marlon Gaillard, remporte le classement par équipes.

### Primes
Les prix sont attribués suivant le barème de l'UCI,.
| Position           | 1er     | 2e      | 3e    | 4e    | 5e    | 6e    | 7e    | 8e    | 9e    | 10e à 20e |
| Classement général | 2 105 € | 1 055 € | 525 € | 265 € | 210 € | 158 € | 158 € | 107 € | 107 € | 50 €      |
| Par étape          | 1 205 € | 600 €   | 300 € | 150 € | 120 € | 90 €  | 90 €  | 60 €  | 60 €  | 30 €      |
| Par demi-étape     | 900 €   | 455 €   | 225 € | 115 € | 90 €  | 68 €  | 68 €  | 47 €  | 47 €  | 20 €      |

## Étapes
Cette 20e édition du Triptyque des Monts et Châteaux est constituée de quatre étapes.
| Étape     | Date   | Villes étapes                       | type            | Distance (km) | Vainqueur d'étape | Leader du classement général |
| --------- | ------ | ----------------------------------- | --------------- | ------------- | ----------------- | ---------------------------- |
| 1re étape | 3 avr. | Antoing – Quevaucamps               | étape de plaine | 158,3         | Marc Fournier     | Marc Fournier                |
| 2e étape  | 4 avr. | Leuze-en-Hainaut – Mont-de-l'Enclus | étape vallonnée | 144,7         | Lilian Calmejane  | Lilian Calmejane             |
| 3e étape  | 5 avr. | Tournai – Flobecq                   | étape vallonnée | 133,8         | Steven Lammertink | Lilian Calmejane             |
| 4e étape  | 6 avr. | Belœil – Frasnes-lez-Buissenal      | étape vallonnée | 158,9         | Maxime Farazijn   | Lilian Calmejane             |

## Déroulement de la course

### 1reétape

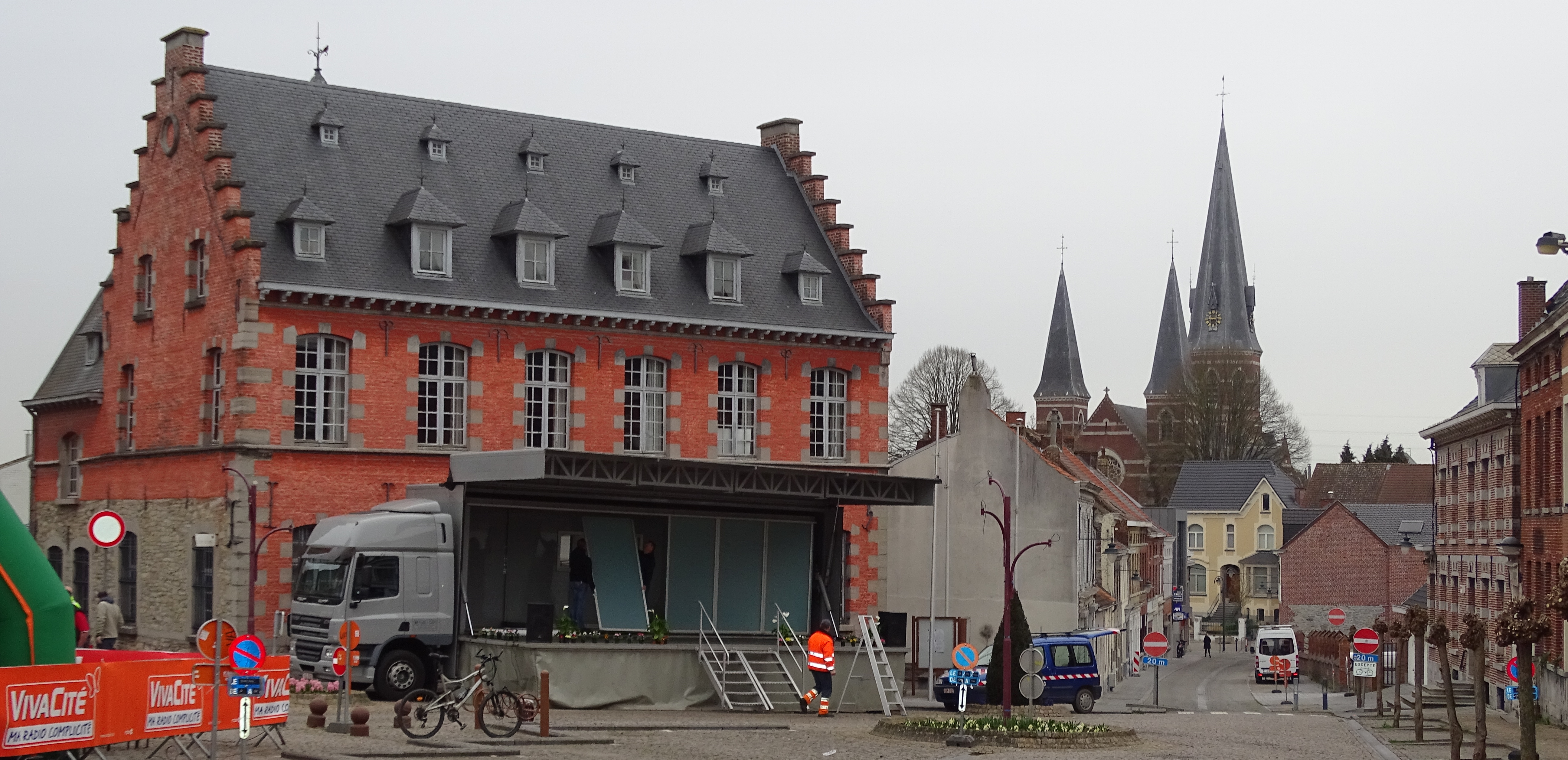
Le site du départ, à.

La première étape relie en 158,3 kilomètres Antoing à Quevaucamps. Le parcours est constitué d'un circuit en ligne de 112,1 kilomètres et d'un circuit local de 23,1 kilomètres à parcourir à deux reprises. Six rushs sont dénombrés dont trois sprints bonifications. Il y a cinq grands prix des monts, dont un de 1re catégorie et quatre de 2e catégorie. Le départ fictif est donné dans la grand rue d'Antoing, et l'arrivée se tient à Quevaucamps, chaussée de Brunehaut.
L'étape est remportée par le Français Marc Fournier (Équipe nationale de France espoirs), coureur durant l'année du CC Nogent-sur-Oise, en 3 h 41 min 6 s, soit à une vitesse moyenne de 42,958 km/h. Il termine la course en même temps que son coéquipier pour l'occasion Nans Peters, issu du Chambéry CF. Un autre Français Romain Cardis (Vendée U) remporte le sprint pour la troisième place parmi 124 coureurs. Cent-cinquante-deux coureurs terminent la course, un la termine hors délais et vingt-et-un abandonnent.
Fournier est alors leader du classement général, du classement par points, du classement des sprints, du classement des rushes, et du classement de la combativité. Le Belge Jordi Warlop (EFC-Etixx) est leader du classement du meilleur jeune. L'équipe nationale de France espoirs est la meilleure équipe.
| Classement de l'étape | Classement de l'étape | Classement de l'étape | Classement de l'étape                   | Classement de l'étape |
|                       | Coureur               | Pays                  | Équipe                                  | Temps                 |
| --------------------- | --------------------- | --------------------- | --------------------------------------- | --------------------- |
| 1er                   | Marc Fournier         | France                | Équipe nationale de France espoirs      | en 3 h 41 min 6 s     |
| 2e                    | Nans Peters           | France                | Équipe nationale de France espoirs      | + 0 s                 |
| 3e                    | Romain Cardis         | France                | Vendée U                                | + 25 s                |
| 4e                    | Owain Doull           | Royaume-Uni           | Équipe nationale du Royaume-Uni espoirs | + 25 s                |
| 5e                    | Marco Mathis          | Allemagne             | Équipe nationale d'Allemagne espoirs    | + 25 s                |
| 6e                    | Dries De Bondt        | Belgique              | Verandas Willems                        | + 25 s                |
| 7e                    | Robert-Jon McCarthy   | Australie             | SEG Racing                              | + 25 s                |
| 8e                    | Viktor Manakov        | Russie                | Leopard Development                     | + 25 s                |
| 9e                    | Arne Casier           | Belgique              | Ottignies-Perwez                        | + 25 s                |
| 10e                   | Benjamin Declercq     | Belgique              | EFC-Etixx                               | + 25 s                |
| modifier              |                       |                       |                                         |                       |

| Classement général | Classement général | Classement général | Classement général                      | Classement général |
|                    | Coureur            | Pays               | Équipe                                  | Temps              |
| ------------------ | ------------------ | ------------------ | --------------------------------------- | ------------------ |
| 1er                | Marc Fournier      | France             | Équipe nationale de France espoirs      | en 3 h 40 min 50 s |
| 2e                 | Nans Peters        | France             | Équipe nationale de France espoirs      | + 7 s              |
| 3e                 | Romain Cardis      | France             | Vendée U                                | + 35 s             |
| 4e                 | Kristian Haugaard  | Danemark           | Leopard Development                     | + 38 s             |
| 5e                 | Brent Luyckx       | Belgique           | Leopard Development                     | + 39 s             |
| 6e                 | Lilian Calmejane   | France             | Vendée U                                | + 40 s             |
| 7e                 | Michael Goolaerts  | Belgique           | Lotto-Soudal U23                        | + 40 s             |
| 8e                 | Owain Doull        | Royaume-Uni        | Équipe nationale du Royaume-Uni espoirs | + 41 s             |
| 9e                 | Marco Mathis       | Allemagne          | Équipe nationale d'Allemagne espoirs    | + 41 s             |
| 10e                | Dries De Bondt     | Belgique           | Verandas Willems                        | + 41 s             |
| modifier           |                    |                    |                                         |                    |

Remise des prix à l'issue de la première étape
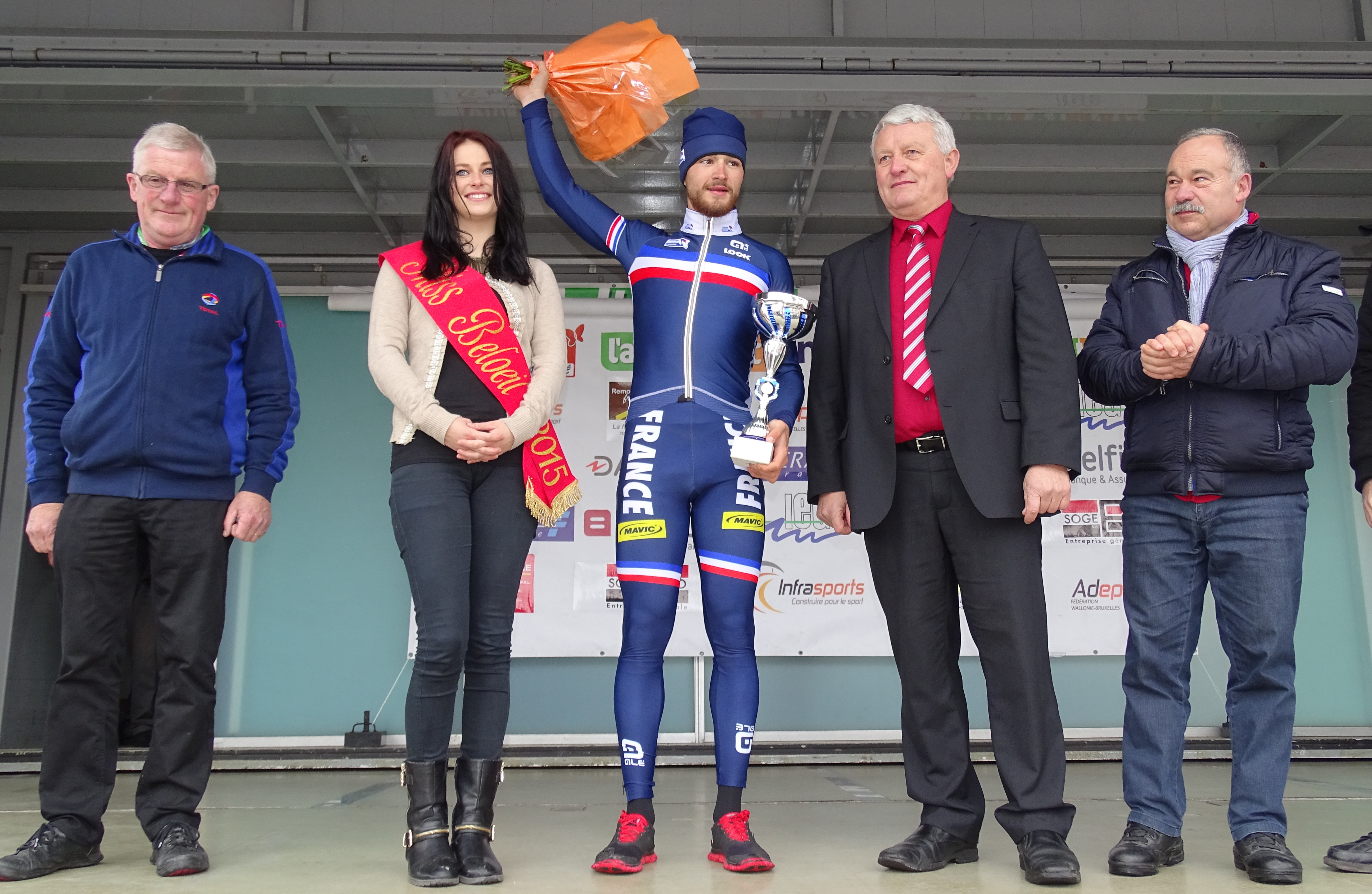
Marc Fournier remporte la 1re étape.
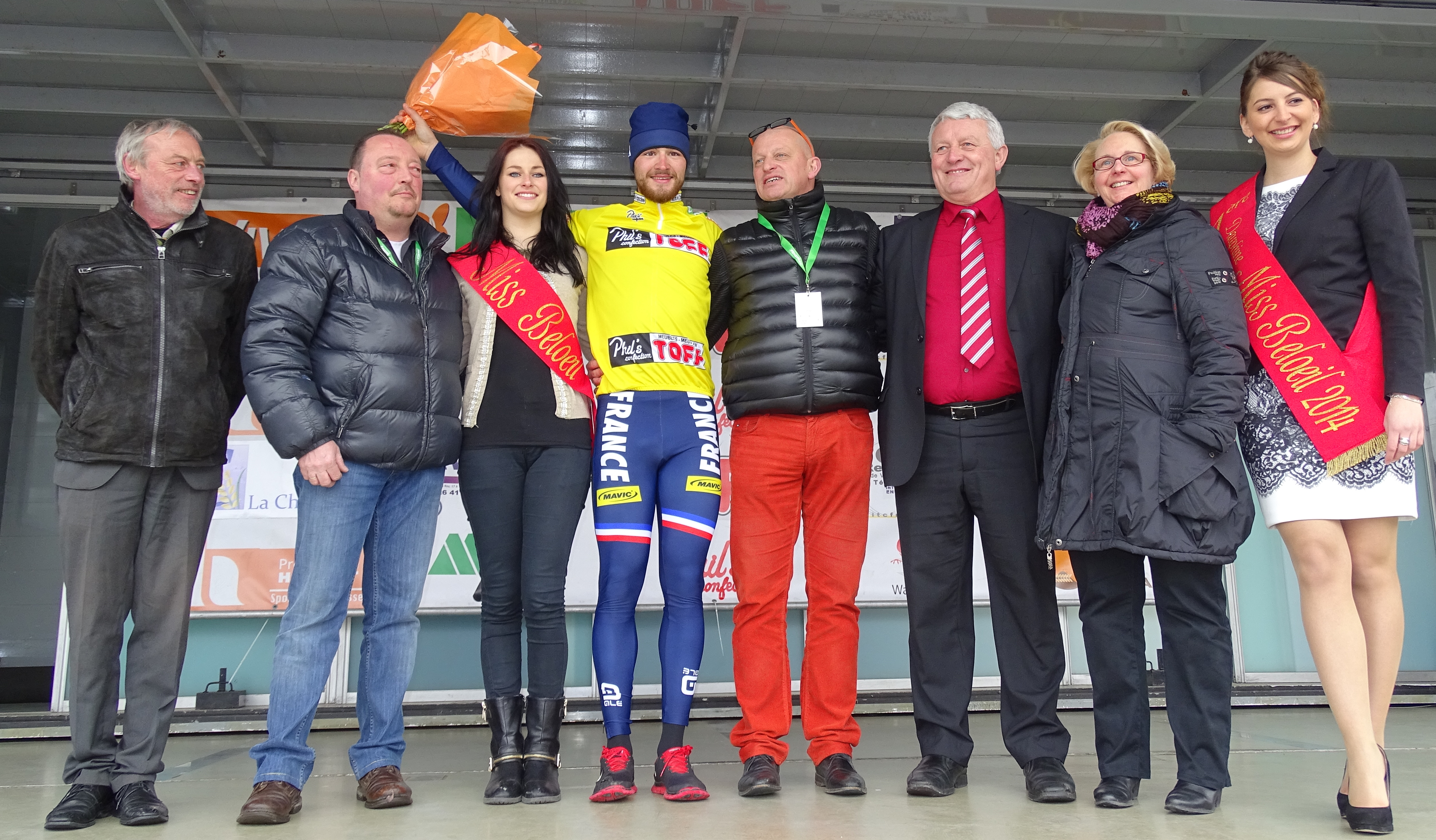
Marc Fournier est leader du classement général.
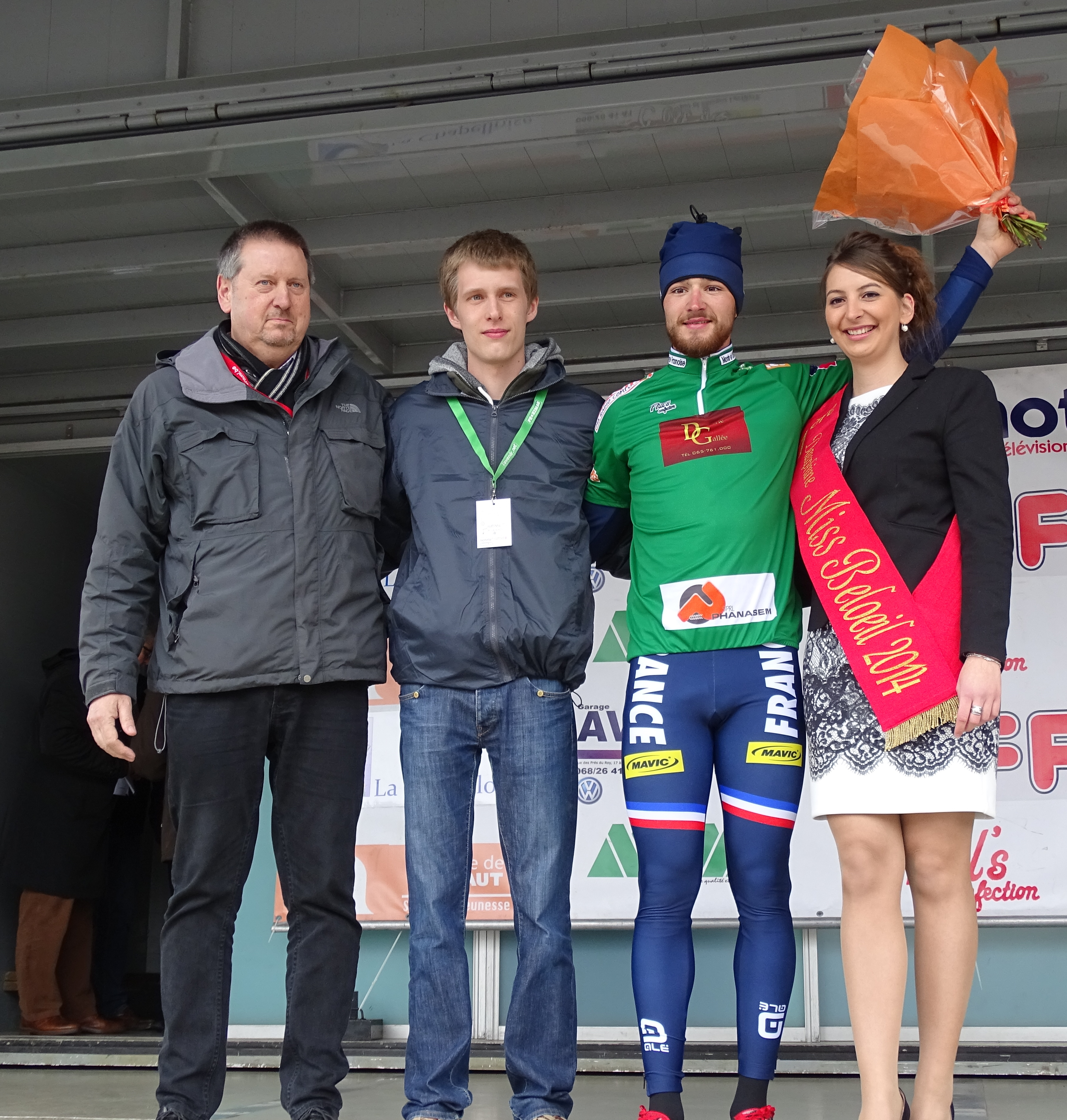
Marc Fournier est leader du classement par points.
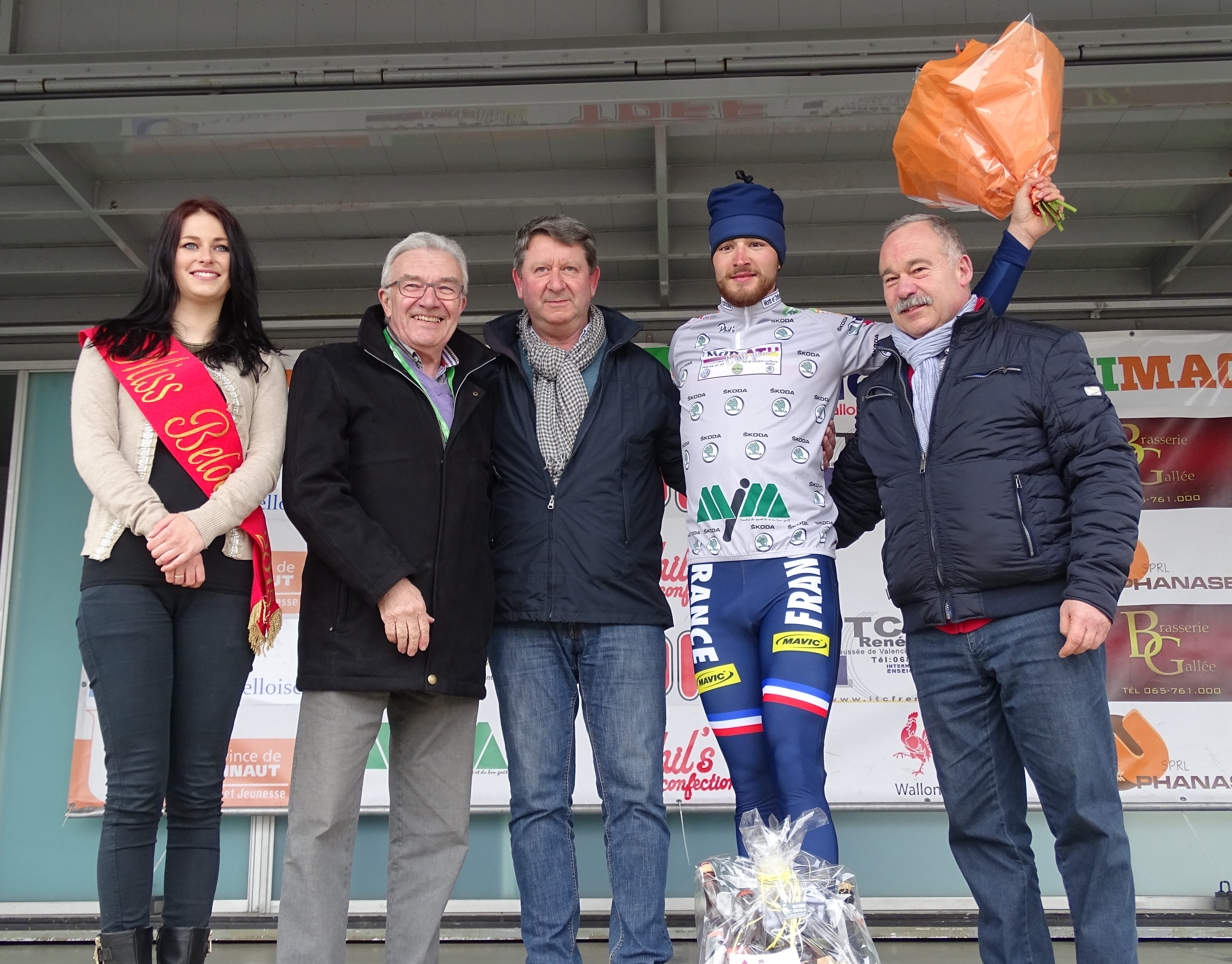
Marc Fournier est leader du classement de la montagne.
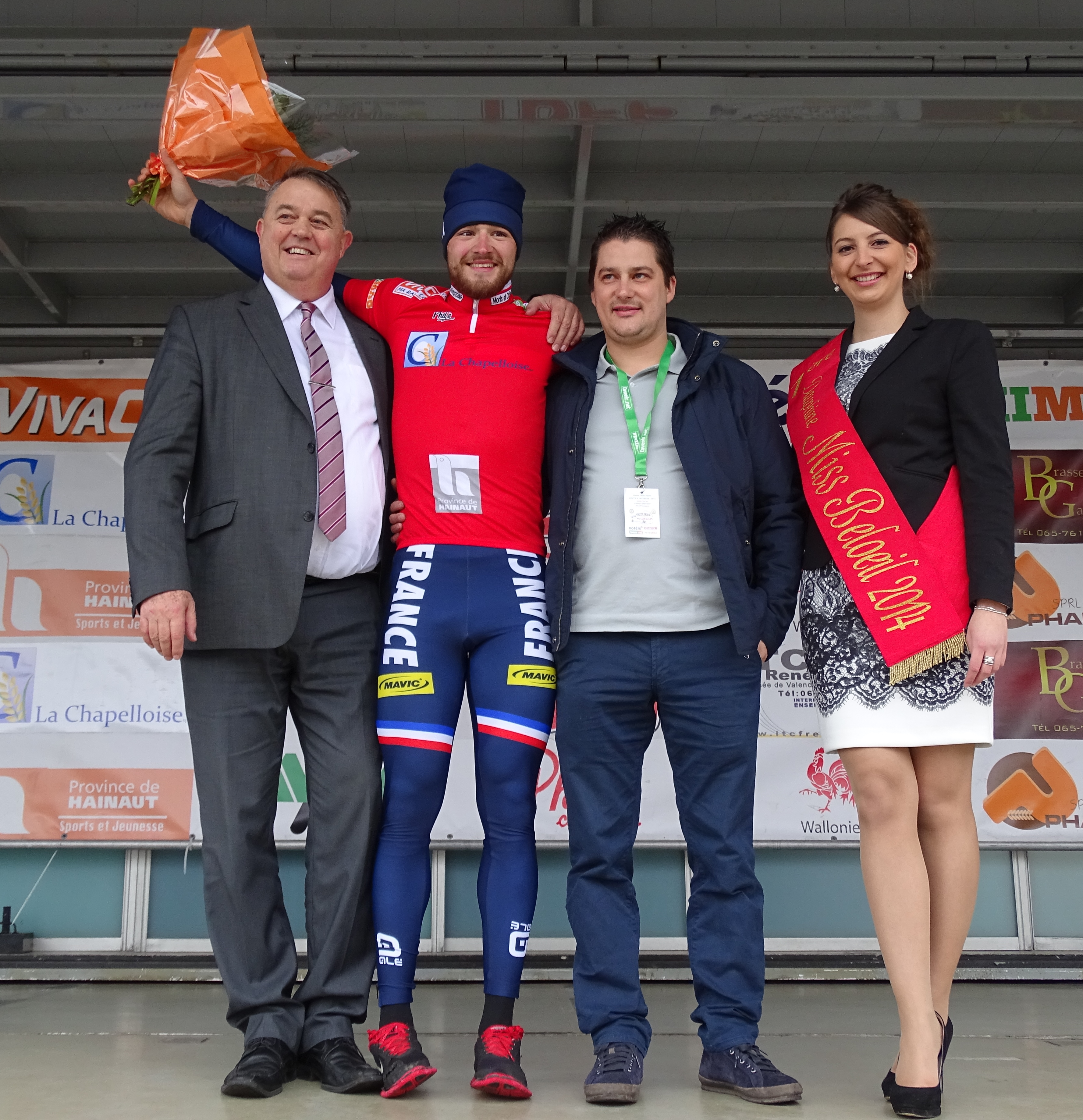
Marc Fournier est leader du classement des rushs.
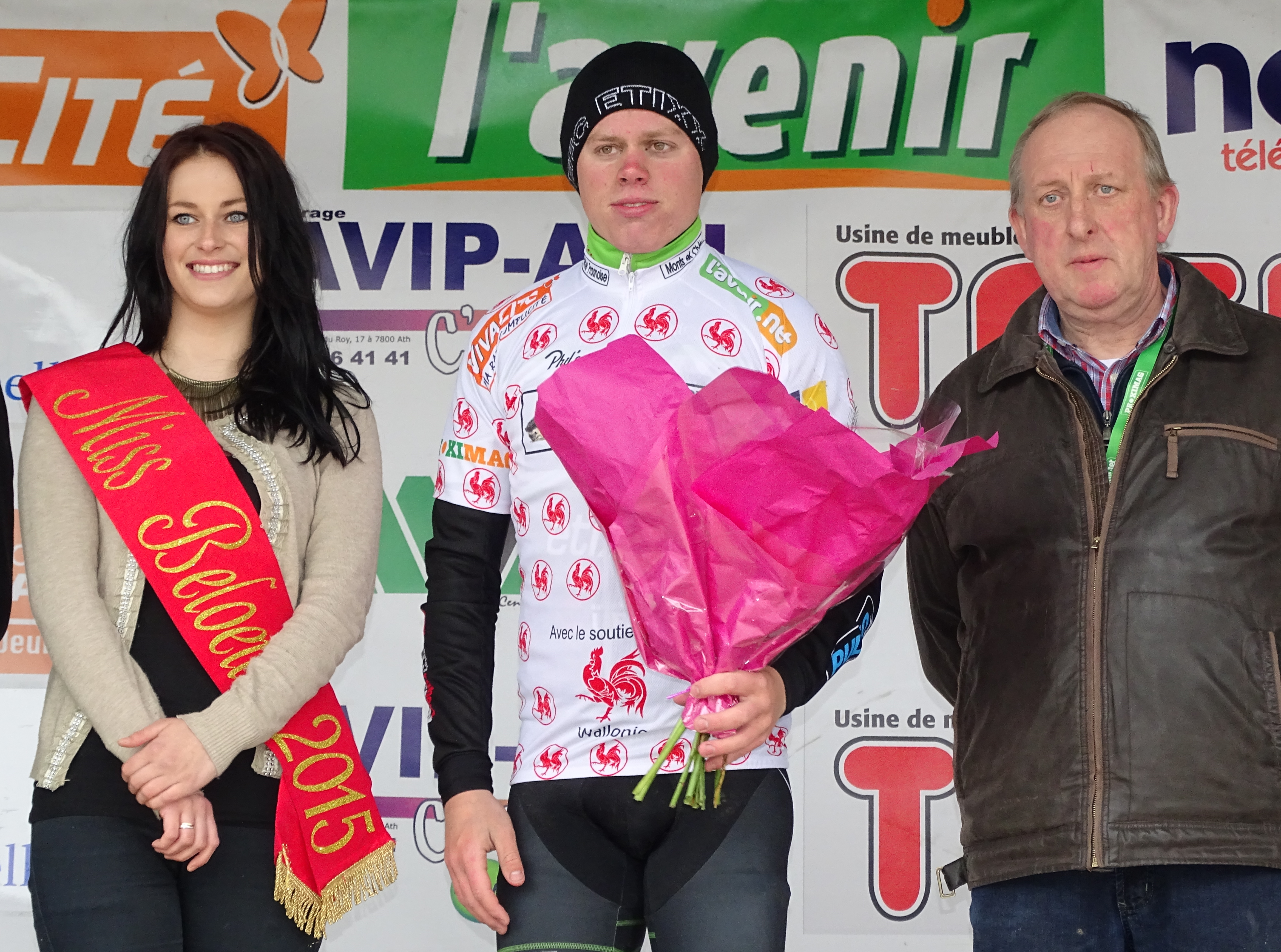
Jordi Warlop est leader du classement du meilleur jeune.

### 2eétape

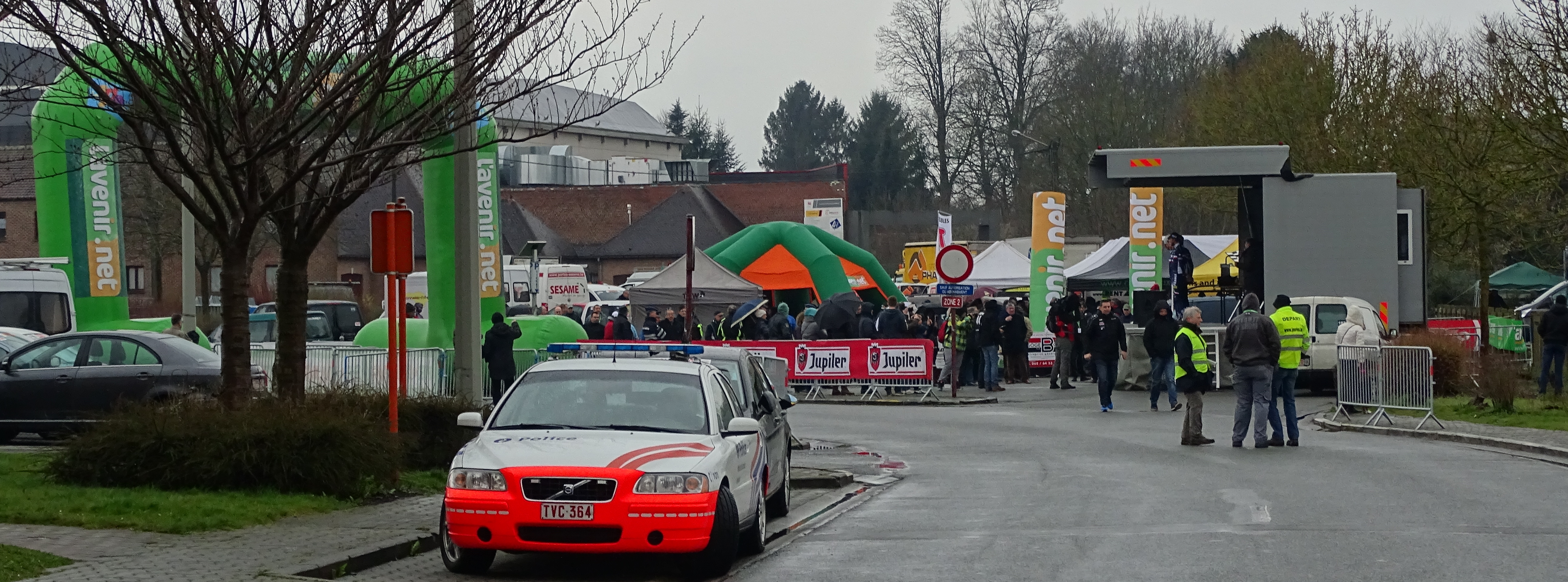
Le site du départ, à Leuze-en-Hainaut.

La deuxième étape relie en 144,7 kilomètres Leuze-en-Hainaut à Mont-de-l'Enclus. Le départ fictif est donné à 12 h 30 sur le parking de la gare de Leuze. Six rushs dont trois sprints bonifications sont dénombrés, ainsi que sept grands prix des monts, dont trois de 1re catégorie et quatre de 2e catégorie. Sur les 144,7 kilomètres du parcours, 109,3 concernent le circuit en ligne et 17,7 correspondent au circuit local que les coureurs doivent parcourir à deux reprises. Suivant que les coureurs roulent à 40 ou 42 km/h, l'arrivée est prévue entre 16 h 1 et 16 h 12 à Orroir, au sommet du mont de l'Enclus.
L'étape est remportée par le Français Lilian Calmejane (Vendée U) qui parcourt les 144,7 kilomètres en 3 h 28 min 21 s, soit à une vitesse moyenne de 41,670 km/h. Il est suivi à vingt secondes par le Britannique Owain Doull (Équipe nationale du Royaume-Uni espoirs) et par le Français Fabien Grellier (Équipe nationale de France espoirs). Cent-trente-trois coureurs terminent la course, le dernier est le Danois Kristian Haugaard (Leopard Development) à 19 min 10 s.
Calmejane devient leader du classement général. Doull est leader du classement par points, le Néerlandais Sjoerd Bax (Rabobank Development) de celui du meilleur jeune, le Belge Daan Myngheer (Verandas Willems) de celui de la montagne. La formation français Vendée U est la meilleure équipe.
| Classement de l'étape | Classement de l'étape | Classement de l'étape | Classement de l'étape                   | Classement de l'étape |
|                       | Coureur               | Pays                  | Équipe                                  | Temps                 |
| --------------------- | --------------------- | --------------------- | --------------------------------------- | --------------------- |
| 1er                   | Lilian Calmejane      | France                | Vendée U                                | en 3 h 28 min 21 s    |
| 2e                    | Owain Doull           | Royaume-Uni           | Équipe nationale du Royaume-Uni espoirs | + 20 s                |
| 3e                    | Fabien Grellier       | France                | Équipe nationale de France espoirs      | + 20 s                |
| 4e                    | Maxime Farazijn       | Belgique              | EFC-Etixx                               | + 22 s                |
| 5e                    | Jérémy Cornu          | France                | Vendée U                                | + 26 s                |
| 6e                    | Alexander Krieger     | Allemagne             | Leopard Development                     | + 27 s                |
| 7e                    | Taruia Krainer        | France                | Vendée U                                | + 33 s                |
| 8e                    | Romain Guyot          | France                | Vendée U                                | + 35 s                |
| 9e                    | Tim Vanspeybroeck     | Belgique              | 3M                                      | + 35 s                |
| 10e                   | Martijn Tusveld       | Pays-Bas              | Rabobank Development                    | + 57 s                |
| modifier              |                       |                       |                                         |                       |

| Classement général | Classement général | Classement général | Classement général                      | Classement général |
|                    | Coureur            | Pays               | Équipe                                  | Temps              |
| ------------------ | ------------------ | ------------------ | --------------------------------------- | ------------------ |
| 1er                | Lilian Calmejane   | France             | Vendée U                                | en 7 h 9 min 41 s  |
| 2e                 | Owain Doull        | Royaume-Uni        | Équipe nationale du Royaume-Uni espoirs | + 19 s             |
| 3e                 | Fabien Grellier    | France             | Équipe nationale de France espoirs      | + 27 s             |
| 4e                 | Maxime Farazijn    | Belgique           | EFC-Etixx                               | + 33 s             |
| 5e                 | Jérémy Cornu       | France             | Vendée U                                | + 37 s             |
| 6e                 | Alexander Krieger  | Allemagne          | Leopard Development                     | + 38 s             |
| 7e                 | Romain Guyot       | France             | Vendée U                                | + 43 s             |
| 8e                 | Taruia Krainer     | France             | Vendée U                                | + 44 s             |
| 9e                 | Tim Vanspeybroeck  | Belgique           | 3M                                      | + 45 s             |
| 10e                | Martijn Tusveld    | Pays-Bas           | Rabobank Development                    | + 1 min 8 s        |
| modifier           |                    |                    |                                         |                    |

Remise des prix à l'issue de la deuxième étape
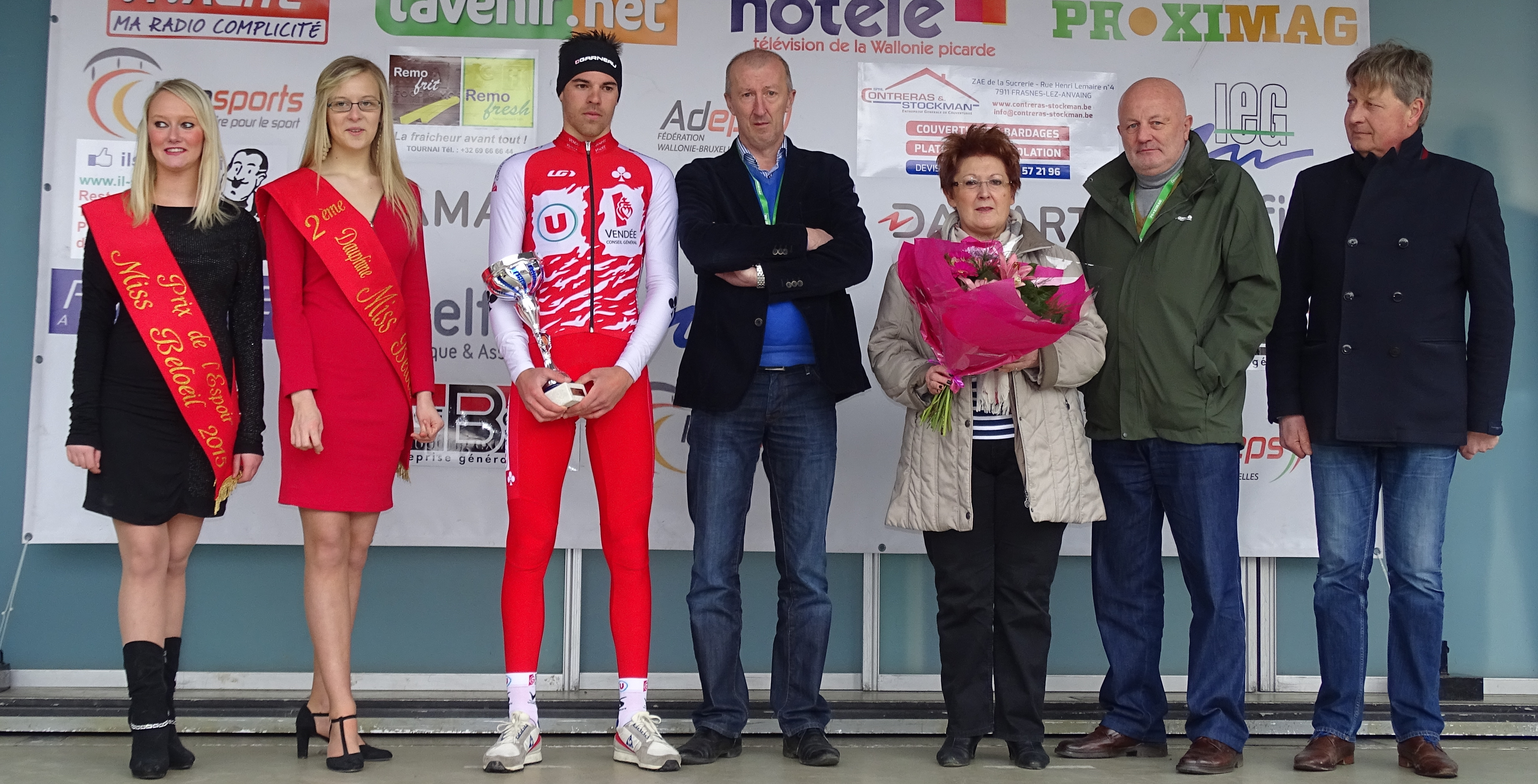
Lilian Calmejane remporte la 2e étape.
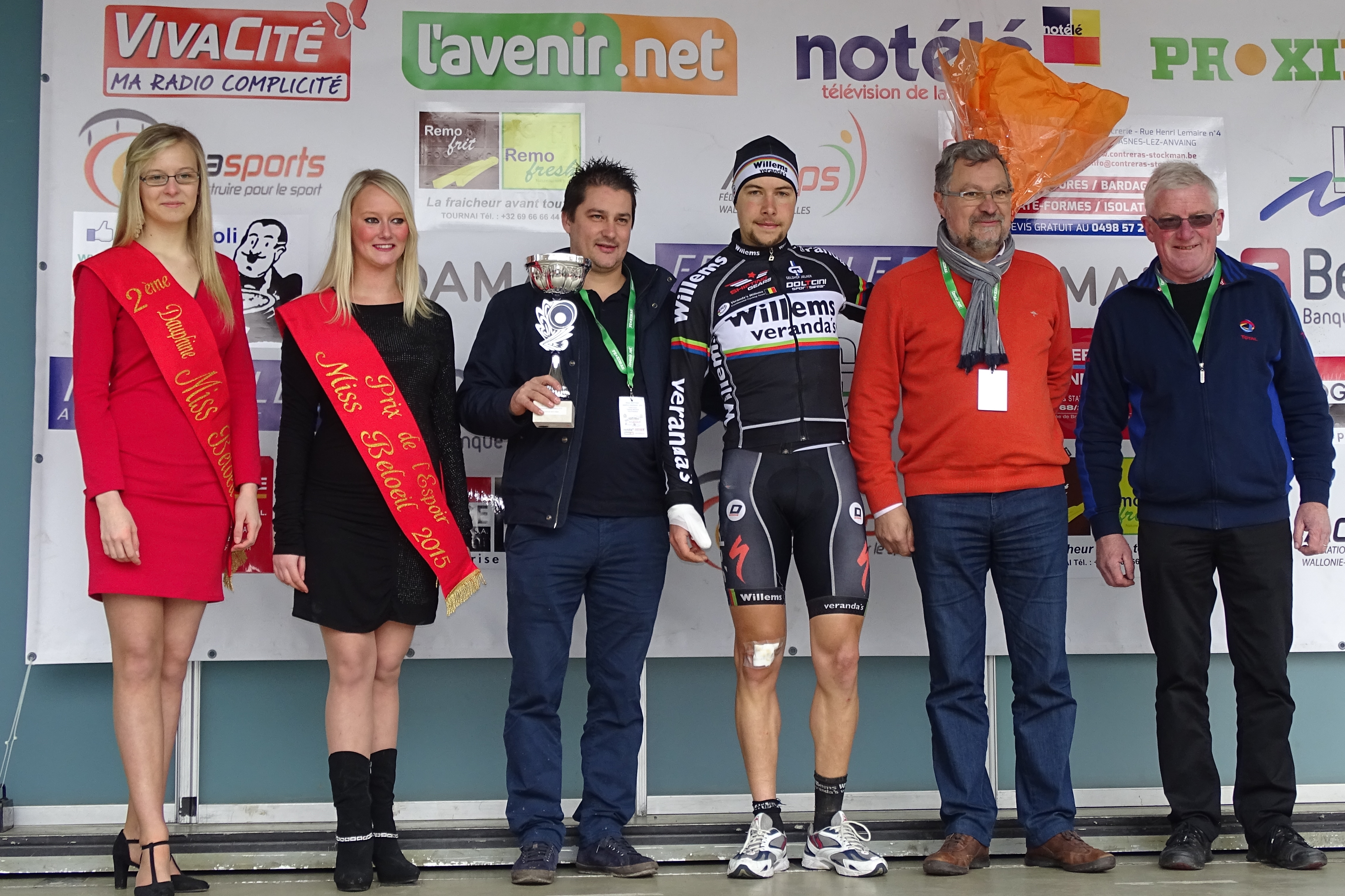
Daan Myngheer est leader du classement de la montagne.
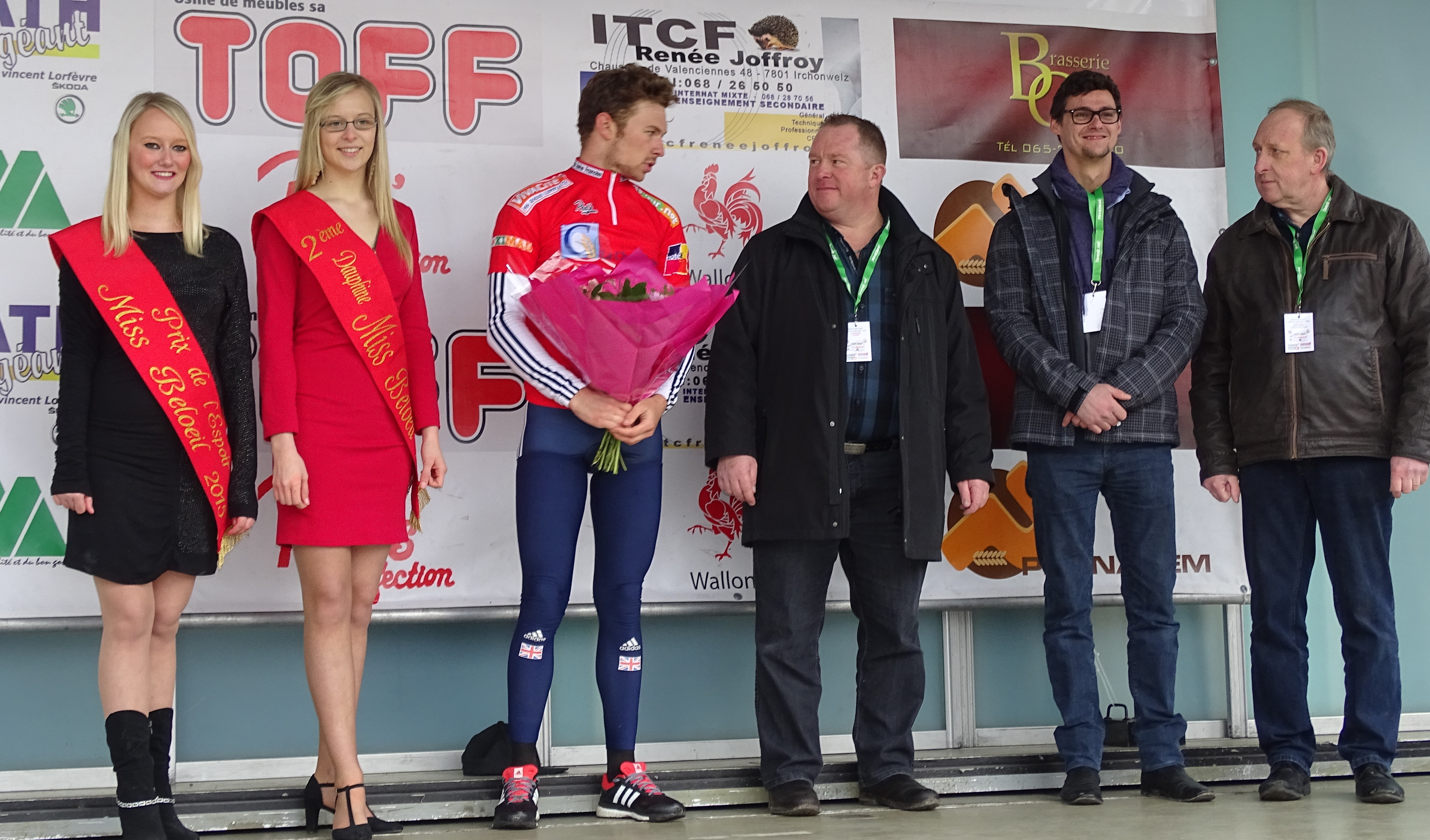
Owain Doull est leader du classement des sprints.
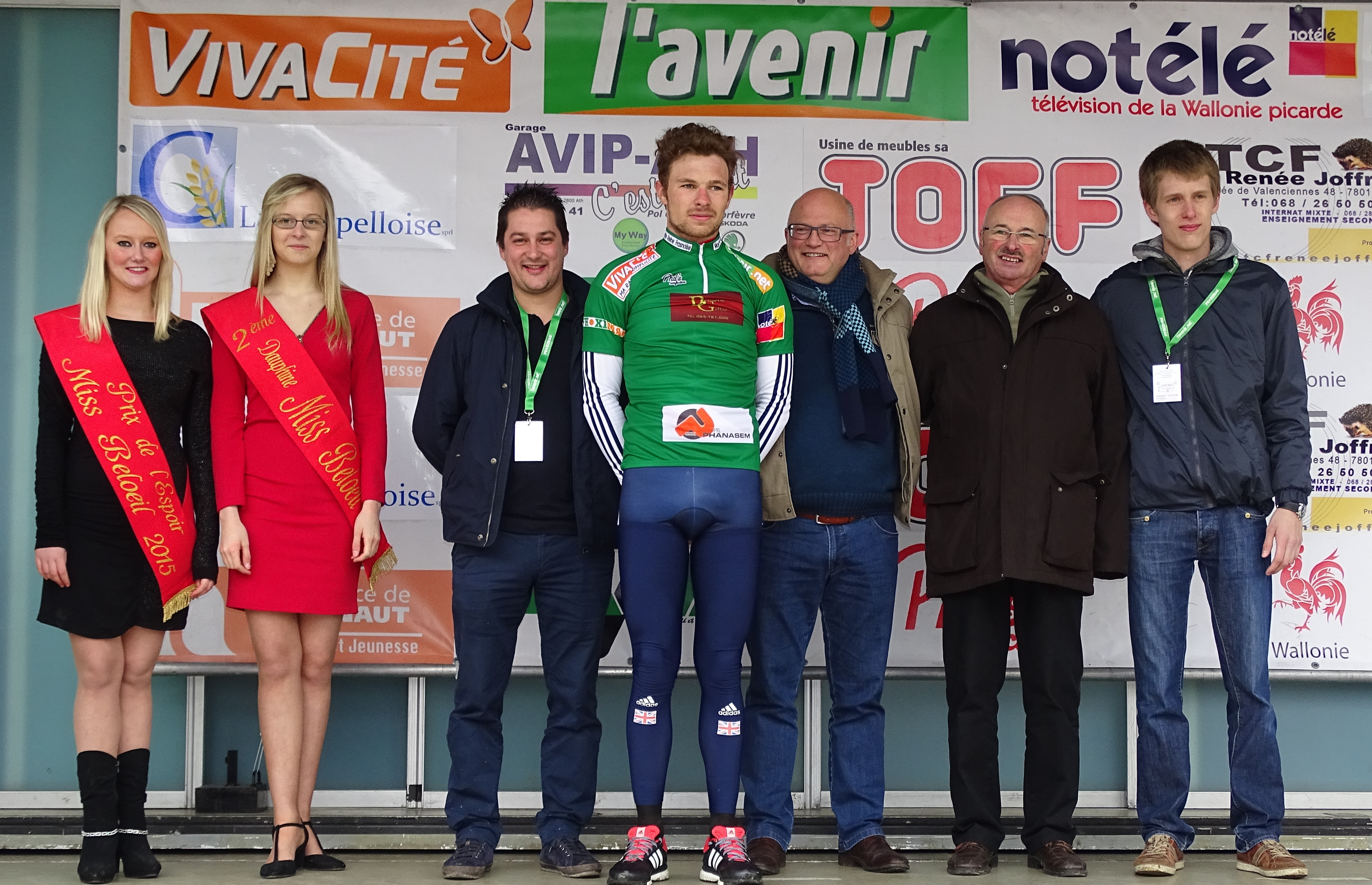
Owain Doull est leader du classement par points.
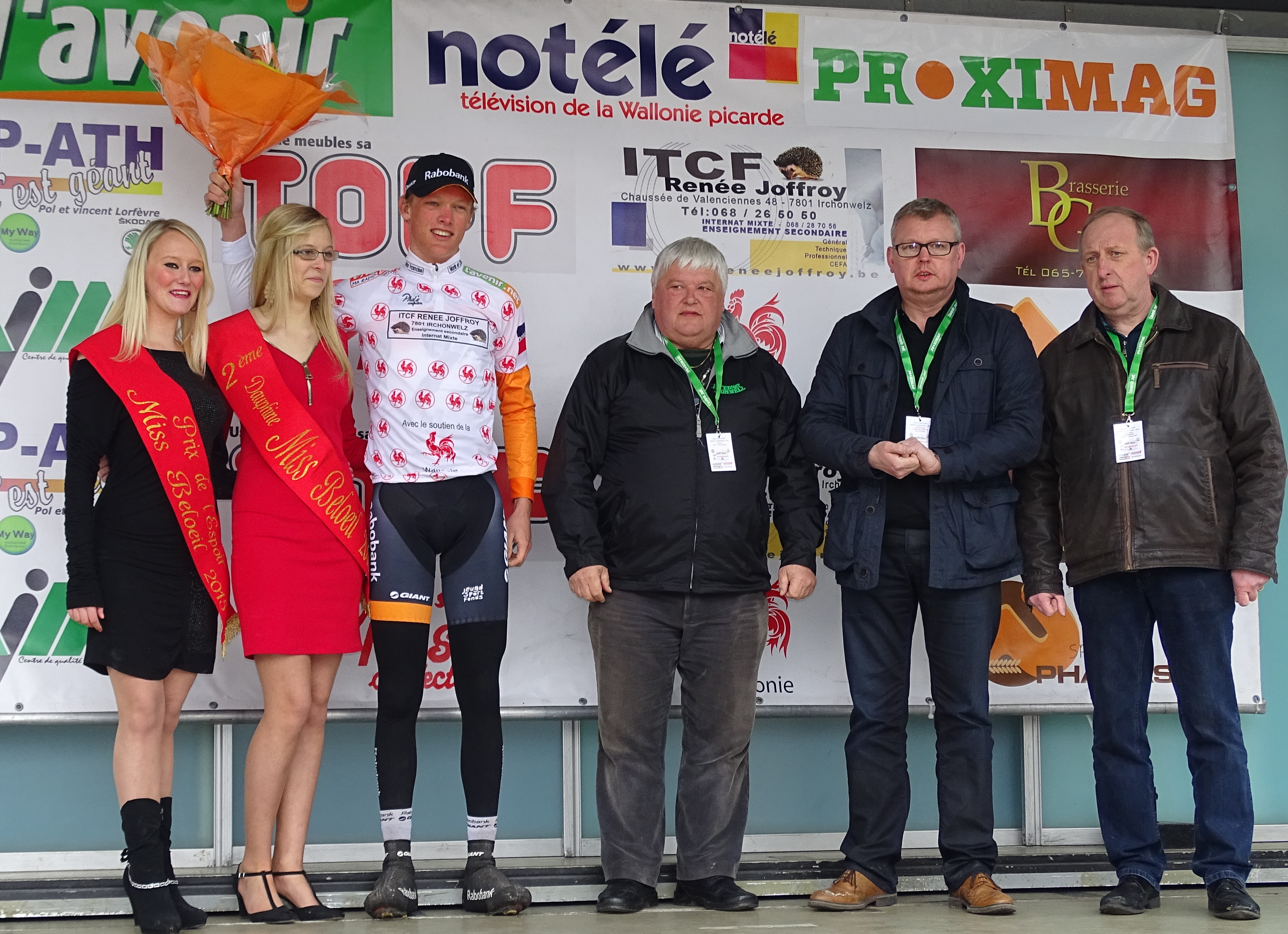
Sjoerd Bax est leader du classement du meilleur jeune.
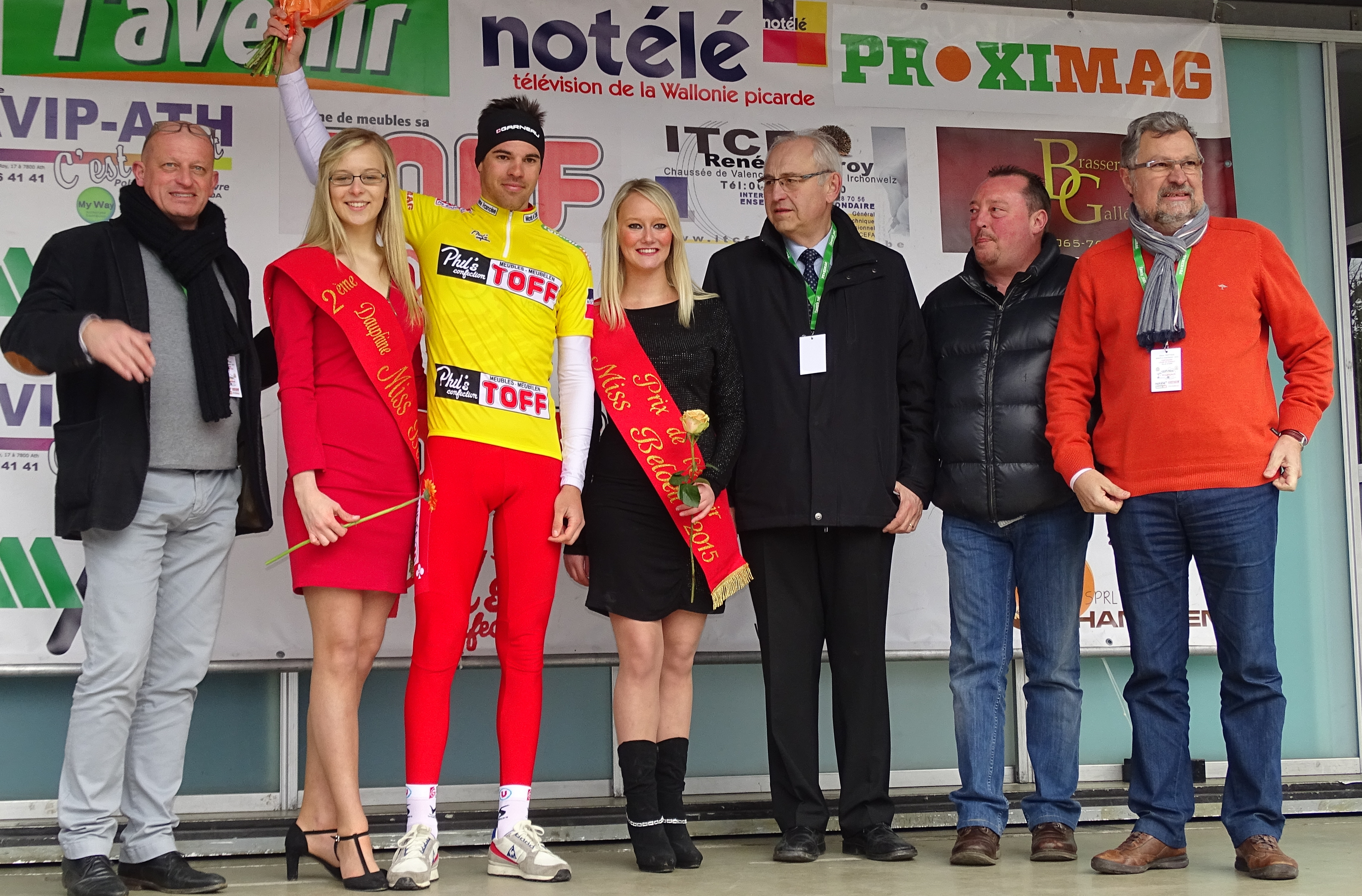
Lilian Calmejane est leader du classement général.

### 3eétape
La troisième étape relie Tournai à Flobecq. Elle est remportée par le Néerlandais Steven Lammertink (SEG Racing) qui parcourt les 133,8 kilomètres en 3 h 12 min 4 s, soit à une vitesse moyenne de 41,798 km/h. Il est suivi dans le même temps par le Russe Dmitri Strakhov (Équipe nationale de Russie espoirs) et par le Belge Rémy Mertz (Color Code-Aquality Protect). Cent-vingt-neuf coureurs terminent la course, on ne dénombre pas d'abandons, mais quatre coureurs qui n'ont pas pris le départ.
| Classement de l'étape | Classement de l'étape | Classement de l'étape | Classement de l'étape                   | Classement de l'étape |
|                       | Coureur               | Pays                  | Équipe                                  | Temps                 |
| --------------------- | --------------------- | --------------------- | --------------------------------------- | --------------------- |
| 1er                   | Steven Lammertink     | Pays-Bas              | SEG Racing                              | en 3 h 12 min 4 s     |
| 2e                    | Dmitri Strakhov       | Russie                | Équipe nationale de Russie espoirs      | + 0 s                 |
| 3e                    | Rémy Mertz            | Belgique              | Color Code-Aquality Protect             | + 0 s                 |
| 4e                    | Piotr Havik           | Pays-Bas              | Rabobank Development                    | + 0 s                 |
| 5e                    | Justin Oien           | États-Unis            | Équipe nationale des États-Unis espoirs | + 0 s                 |
| 6e                    | Dries De Bondt        | Belgique              | Verandas Willems                        | + 6 s                 |
| 7e                    | Lilian Calmejane      | France                | Vendée U                                | + 8 s                 |
| 8e                    | Owain Doull           | Royaume-Uni           | Équipe nationale du Royaume-Uni espoirs | + 8 s                 |
| 9e                    | Alexander Krieger     | Allemagne             | Leopard Development                     | + 8 s                 |
| 10e                   | Robert-Jon McCarthy   | Australie             | SEG Racing                              | + 8 s                 |
| modifier              |                       |                       |                                         |                       |

| Classement général | Classement général | Classement général | Classement général                      | Classement général  |
|                    | Coureur            | Pays               | Équipe                                  | Temps               |
| ------------------ | ------------------ | ------------------ | --------------------------------------- | ------------------- |
| 1er                | Lilian Calmejane   | France             | Vendée U                                | en 10 h 21 min 53 s |
| 2e                 | Owain Doull        | Royaume-Uni        | Équipe nationale du Royaume-Uni espoirs | + 18 s              |
| 3e                 | Fabien Grellier    | France             | Équipe nationale de France espoirs      | + 27 s              |
| 4e                 | Maxime Farazijn    | Belgique           | EFC-Etixx                               | + 33 s              |
| 5e                 | Alexander Krieger  | Allemagne          | Leopard Development                     | + 35 s              |
| 6e                 | Jérémy Cornu       | France             | Vendée U                                | + 37 s              |
| 7e                 | Romain Guyot       | France             | Vendée U                                | + 43 s              |
| 8e                 | Taruia Krainer     | France             | Vendée U                                | + 44 s              |
| 9e                 | Tim Vanspeybroeck  | Belgique           | 3M                                      | + 45 s              |
| 10e                | Martijn Tusveld    | Pays-Bas           | Rabobank Development                    | + 1 min 8 s         |
| modifier           |                    |                    |                                         |                     |

Remise des prix à l'issue de la troisième étape
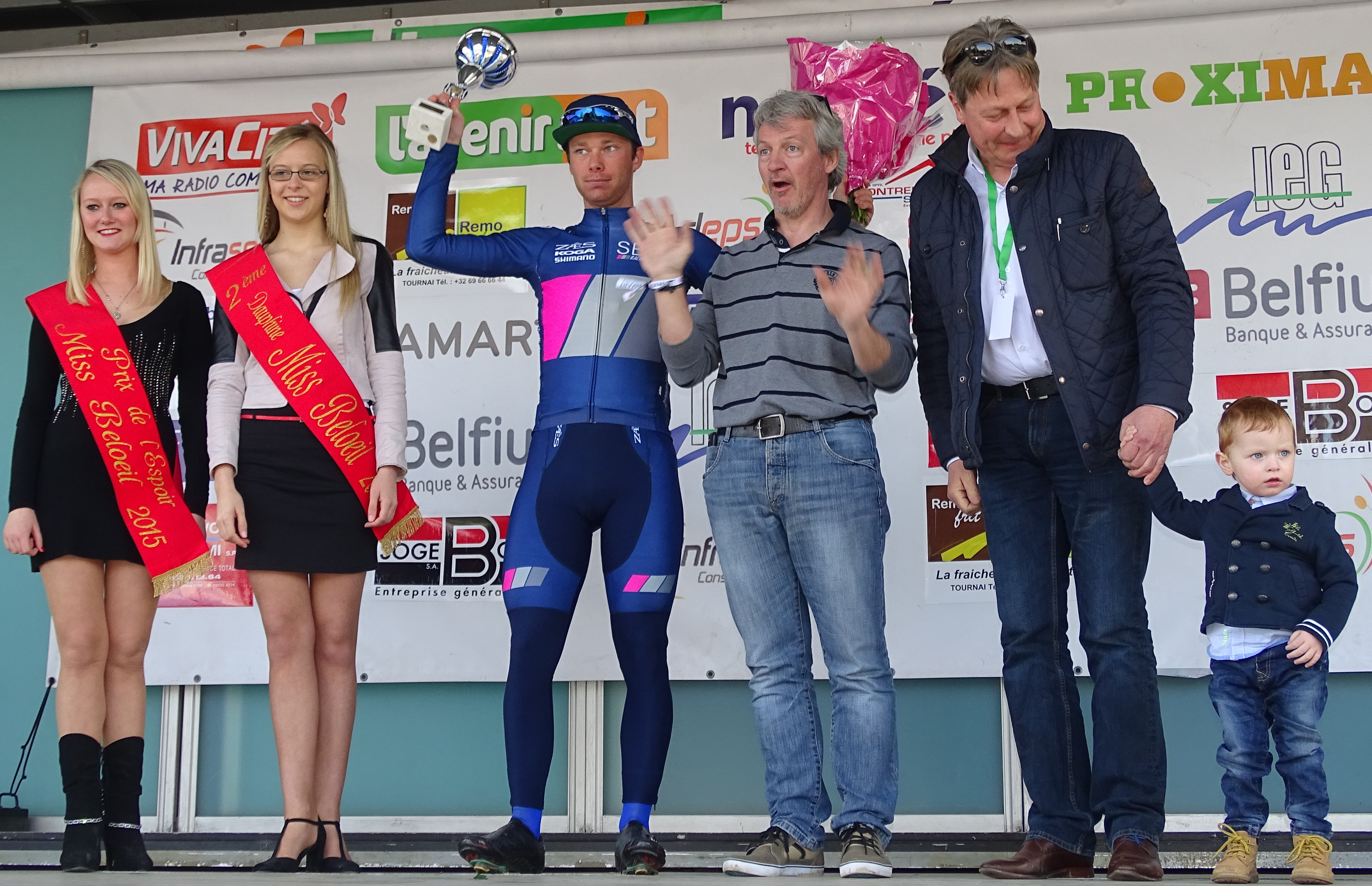
Steven Lammertink remporte la 3e étape.
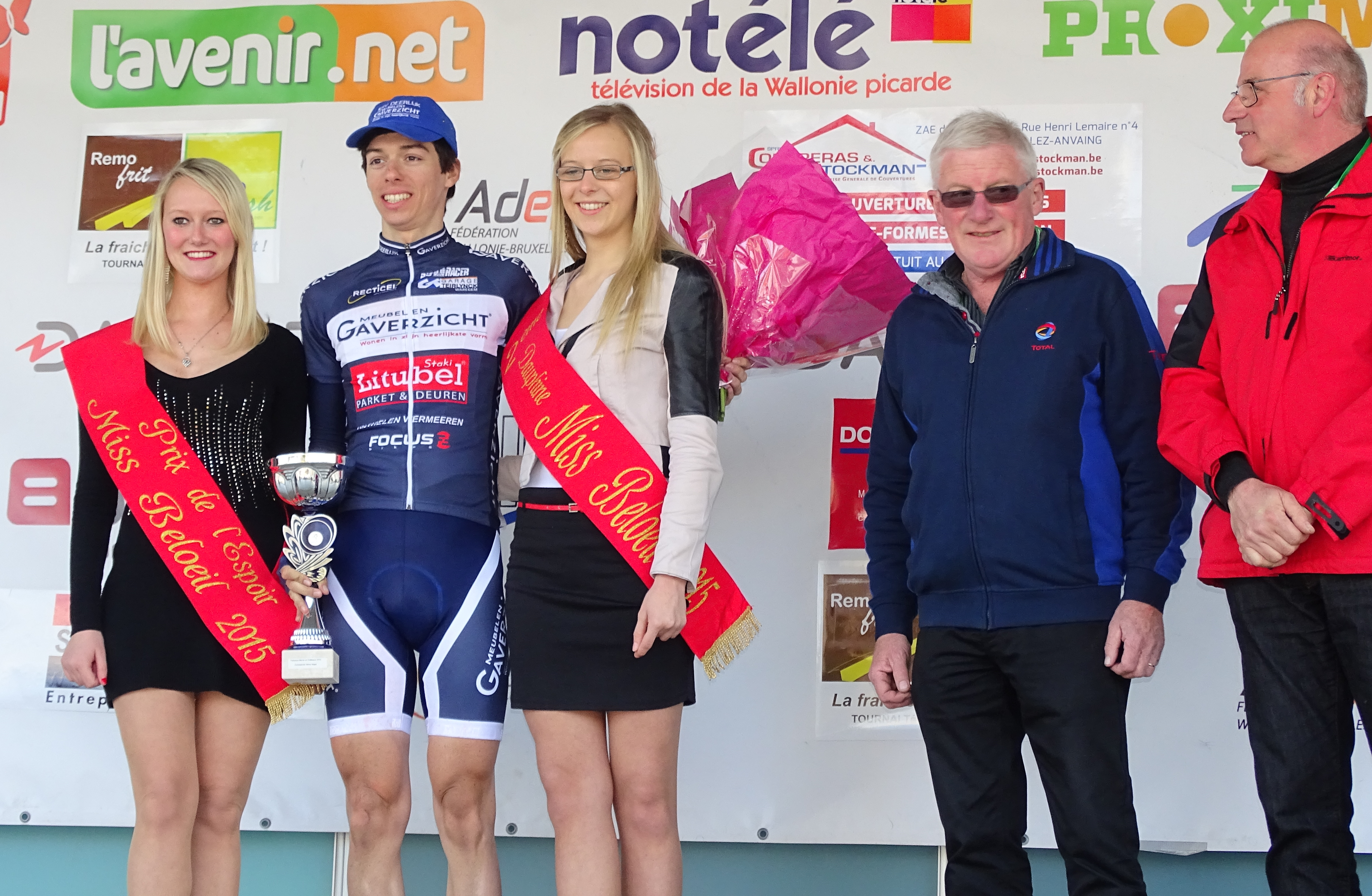
Gianni Marchand est le combatif du jour.
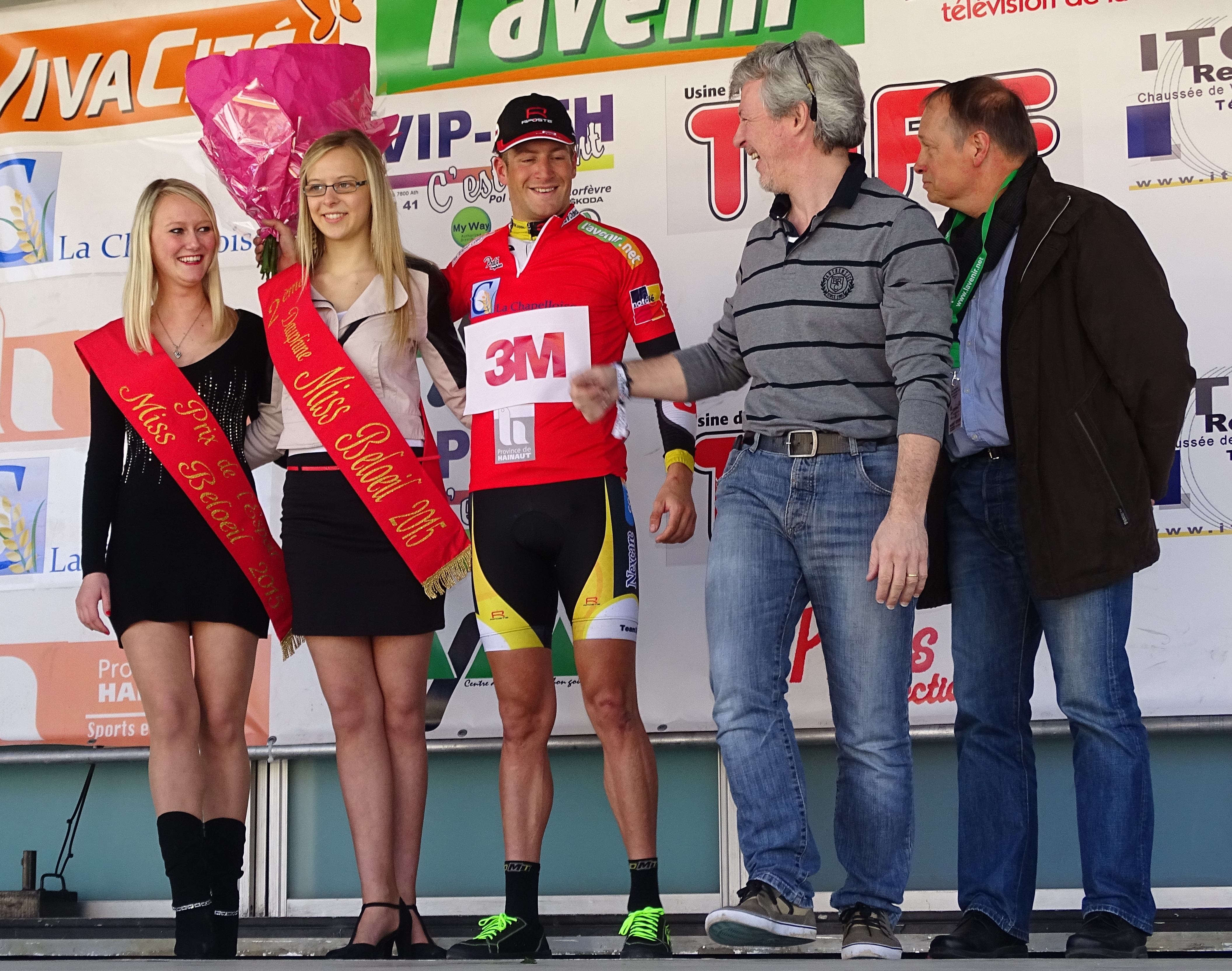
Nicolas Vereecken est leader du classement des sprints.
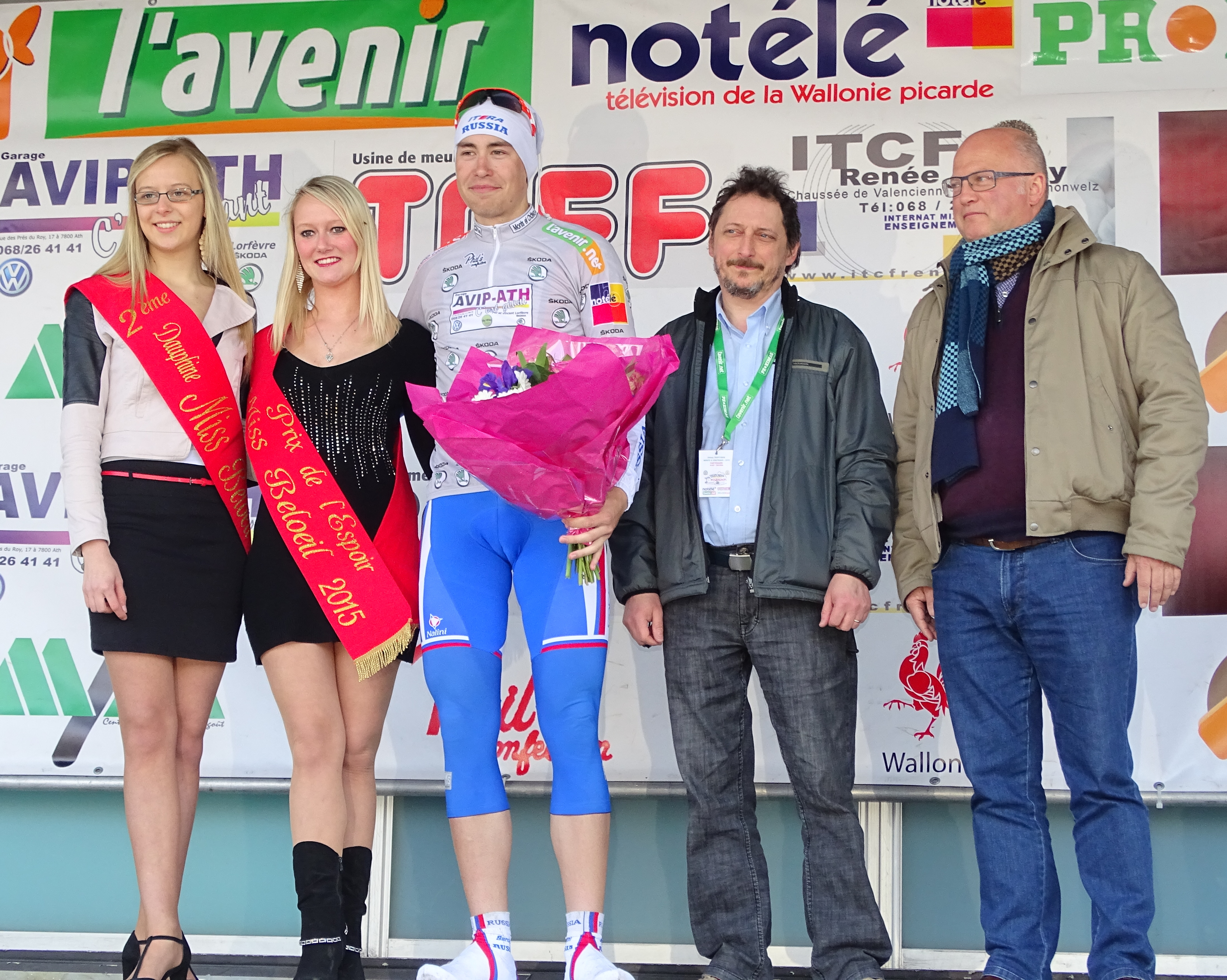
Ruslan Giliazov est leader du classement de la montagne.
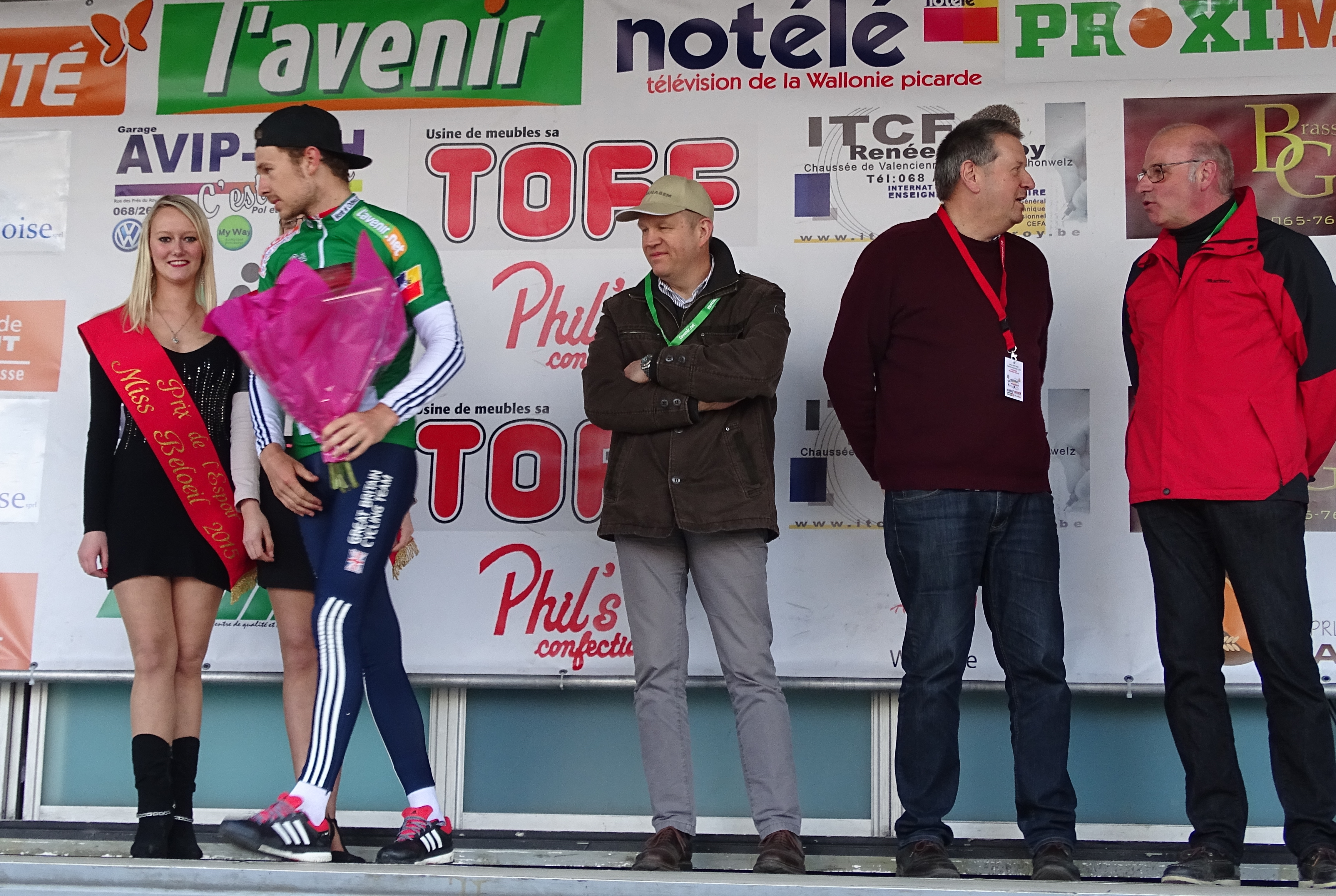
Owain Doull est leader du classement par points.
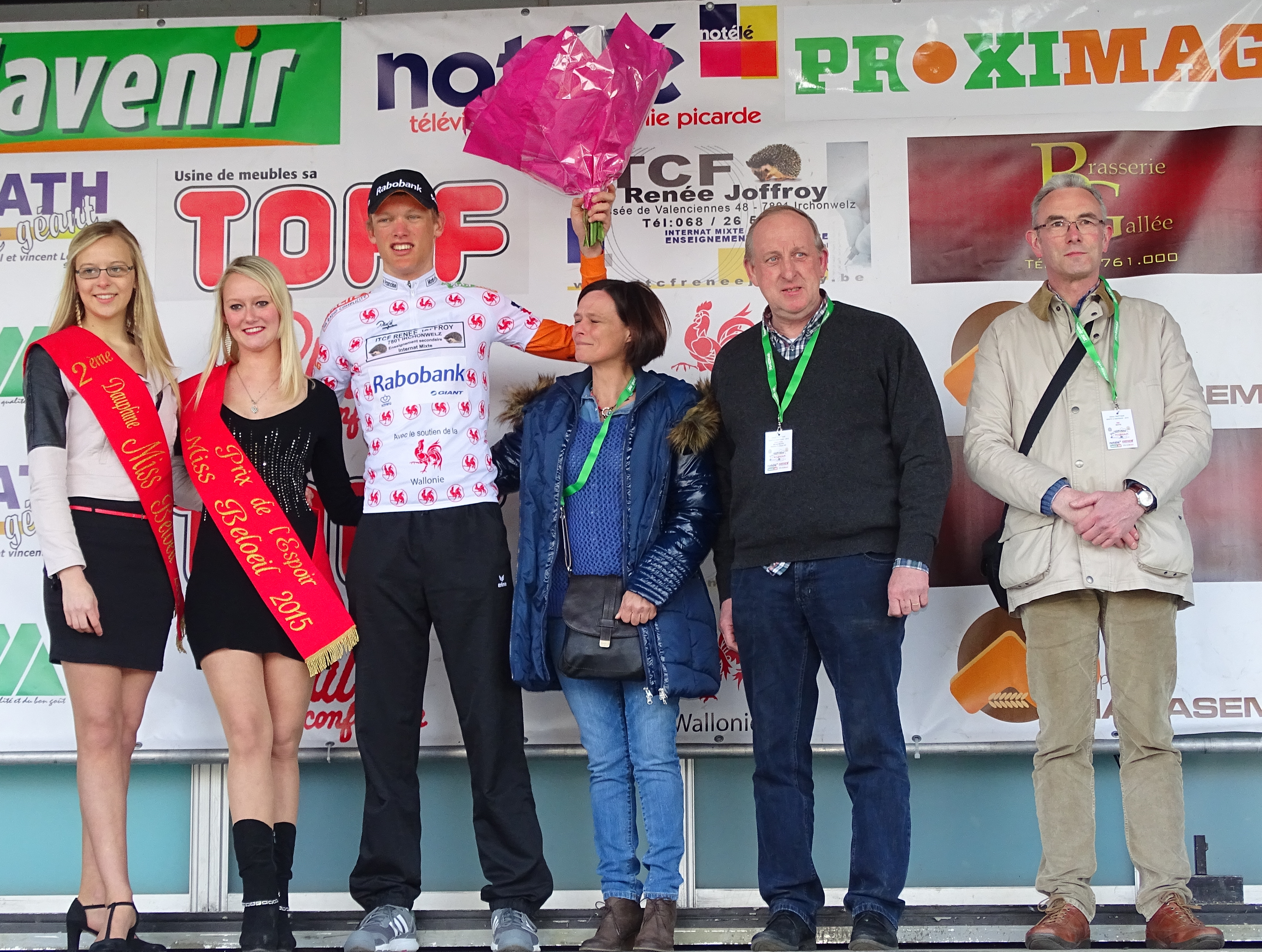
Sjoerd Bax est leader du classement des jeunes.
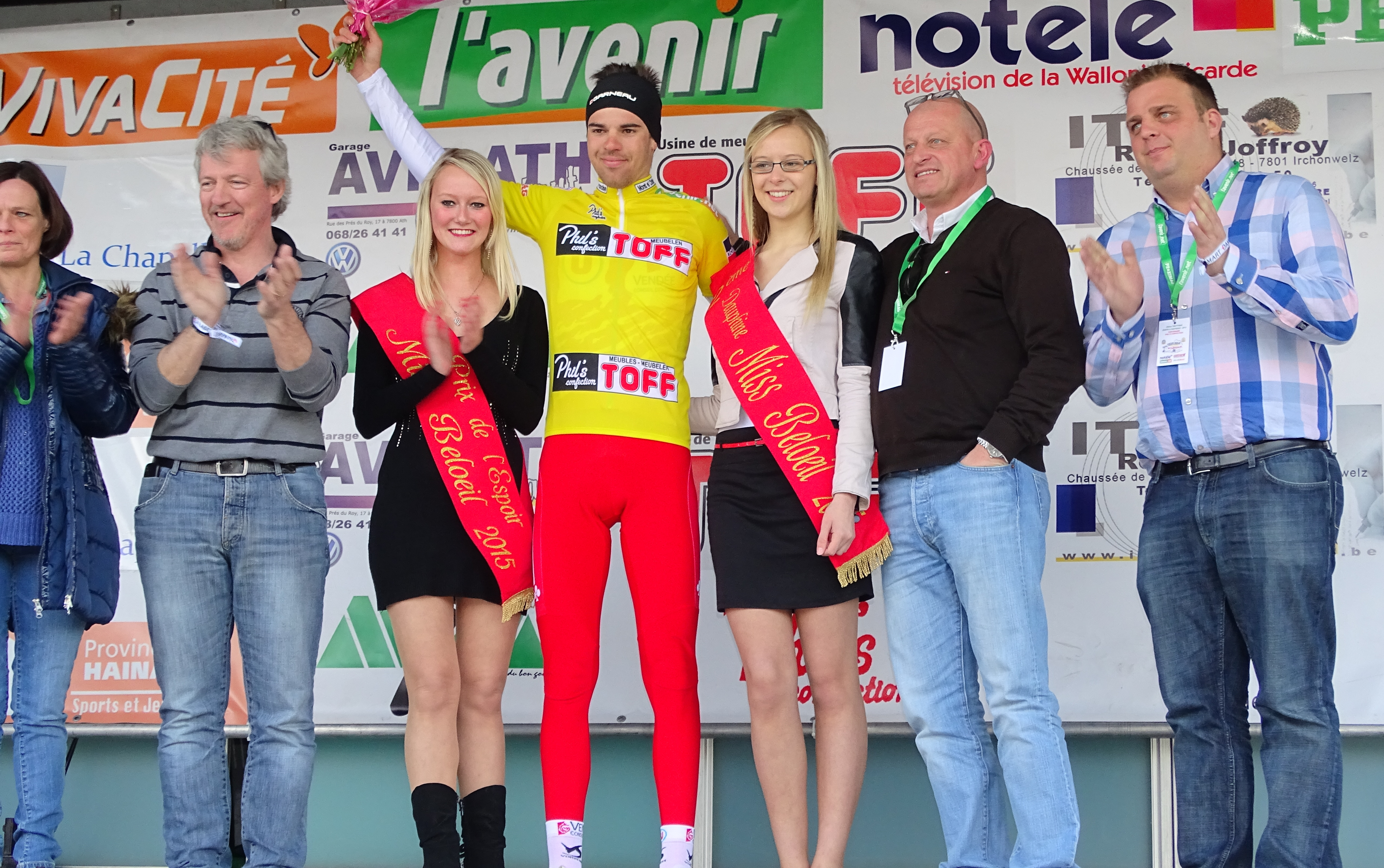
Lilian Calmejane est leader du classement général.

### 4eétape
La 4e étape relie Beloeil à Frasnes-lez-Buissenal.
| Classement de l'étape | Classement de l'étape | Classement de l'étape | Classement de l'étape                   | Classement de l'étape |
|                       | Coureur               | Pays                  | Équipe                                  | Temps                 |
| --------------------- | --------------------- | --------------------- | --------------------------------------- | --------------------- |
| 1er                   | Maxime Farazijn       | Belgique              | EFC-Etixx                               | en 4 h 2 min 3 s      |
| 2e                    | Robert-Jon McCarthy   | Australie             | SEG Racing                              | m.t                   |
| 3e                    | Frederik Vandewiele   | Belgique              | Van Der Vurst-Hiko                      | m.t                   |
| 4e                    | Dmitri Strakhov       | Russie                | Équipe nationale de Russie espoirs      | m.t                   |
| 5e                    | Owain Doull           | Royaume-Uni           | Équipe nationale du Royaume-Uni espoirs | m.t                   |
| 6e                    | Steven Lammertink     | Pays-Bas              | SEG Racing                              | m.t                   |
| 7e                    | Jan Logier            | Belgique              | VL Technics-Experza-Abutriek            | m.t                   |

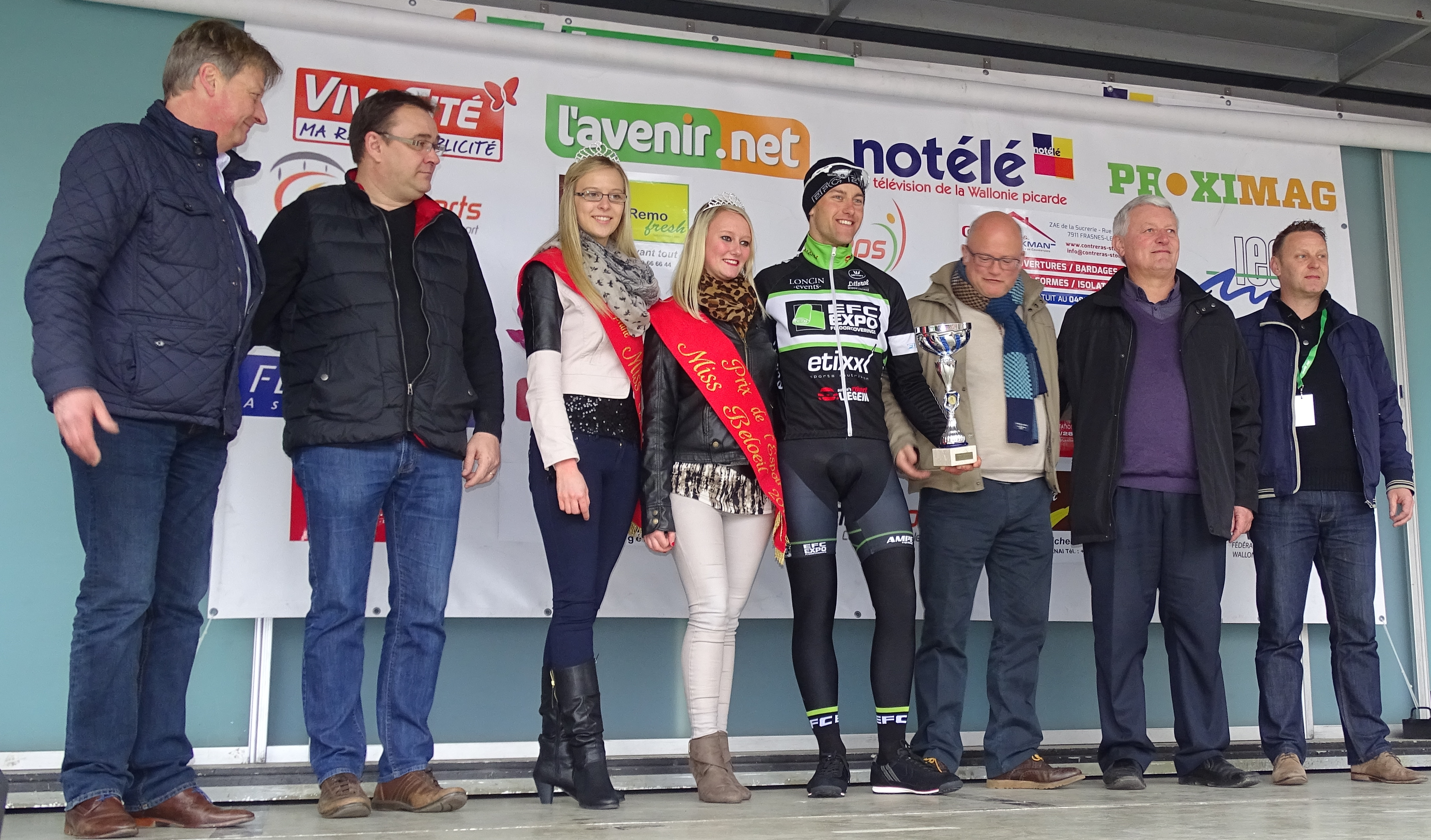
Maxime Farazijn remporte l'étape.

| 8e                    | Johannes De Paepe     | Belgique              | Van Der Vurst-Hiko                      | m.t                   |
| 9e                    | Dries De Bondt        | Belgique              | Verandas Willems                        | m.t                   |
| 10e                   | Jeroen Meijers        | Pays-Bas              | Rabobank Development                    | m.t                   |
| modifier              |                       |                       |                                         |                       |

## Classements finals

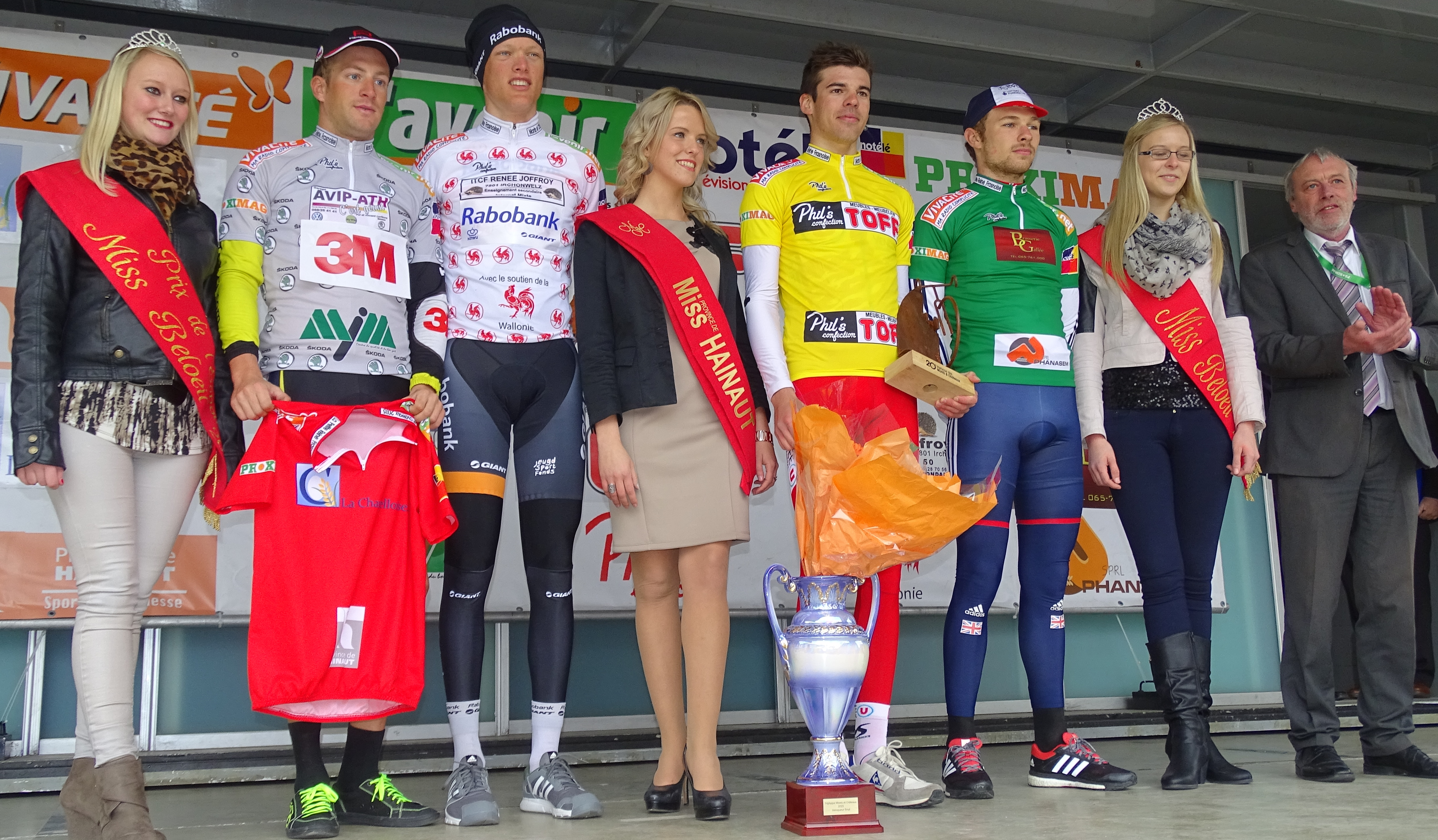
Jean-Pierre Delitte en compagnie des différents porteurs de maillots : Nicolas Vereecken (classement de la montagne et des rushs), Sjoerd Bax (classement des jeunes), Lilian Calmejane (classement général) et Owain Doull (classement par points).

### Classement général final
La 20e édition du Triptyque des Monts et Châteaux est remportée par le Français Lilian Calmejane (Vendée U) qui parcourt les 595,7 kilomètres de la course en 14 h 23 min 56 s, soit à une vitesse moyenne de 41,371 km/h. Il est suivi à dix-huit secondes par le Britannique Owain Doull (Équipe nationale du Royaume-Uni espoirs), victorieux l'an passé, et à vingt-trois secondes par le Belge Maxime Farazijn (EFC-Etixx). Trois autres coureurs de Vendée U se placent dans le top dix : Jérémy Cornu, Romain Guyot et Taruia Krainer, trois autres Français respectivement sixième, septième et huitième.
Sur les 171 coureurs qui ont pris le départ de la 1re étape, 108 finissent la course.
| Classement général final | Classement général final | Classement général final | Classement général final                | Classement général final |
|                          | Coureur                  | Pays                     | Équipe                                  | Temps                    |
| ------------------------ | ------------------------ | ------------------------ | --------------------------------------- | ------------------------ |
| 1er                      | Lilian Calmejane         | France                   | Vendée U                                | en 14 h 23 min 56 s      |
| 2e                       | Owain Doull              | Royaume-Uni              | Équipe nationale du Royaume-Uni espoirs | + 18 s                   |
| 3e                       | Maxime Farazijn          | Belgique                 | EFC-Etixx                               | + 23 s                   |
| 4e                       | Fabien Grellier          | France                   | Équipe nationale de France espoirs      | + 27 s                   |
| 5e                       | Alexander Krieger        | Allemagne                | Leopard Development                     | + 35 s                   |
| 6e                       | Jérémy Cornu             | France                   | Vendée U                                | + 37 s                   |
| 7e                       | Romain Guyot             | France                   | Vendée U                                | + 43 s                   |
| 8e                       | Taruia Krainer           | France                   | Vendée U                                | + 44 s                   |
| 9e                       | Tim Vanspeybroeck        | Belgique                 | 3M                                      | + 45 s                   |
| 10e                      | Martijn Tusveld          | Pays-Bas                 | Rabobank Development                    | + 1 min 8 s              |
| modifier                 |                          |                          |                                         |                          |

### Classements annexes

Les gagnants des classements annexes
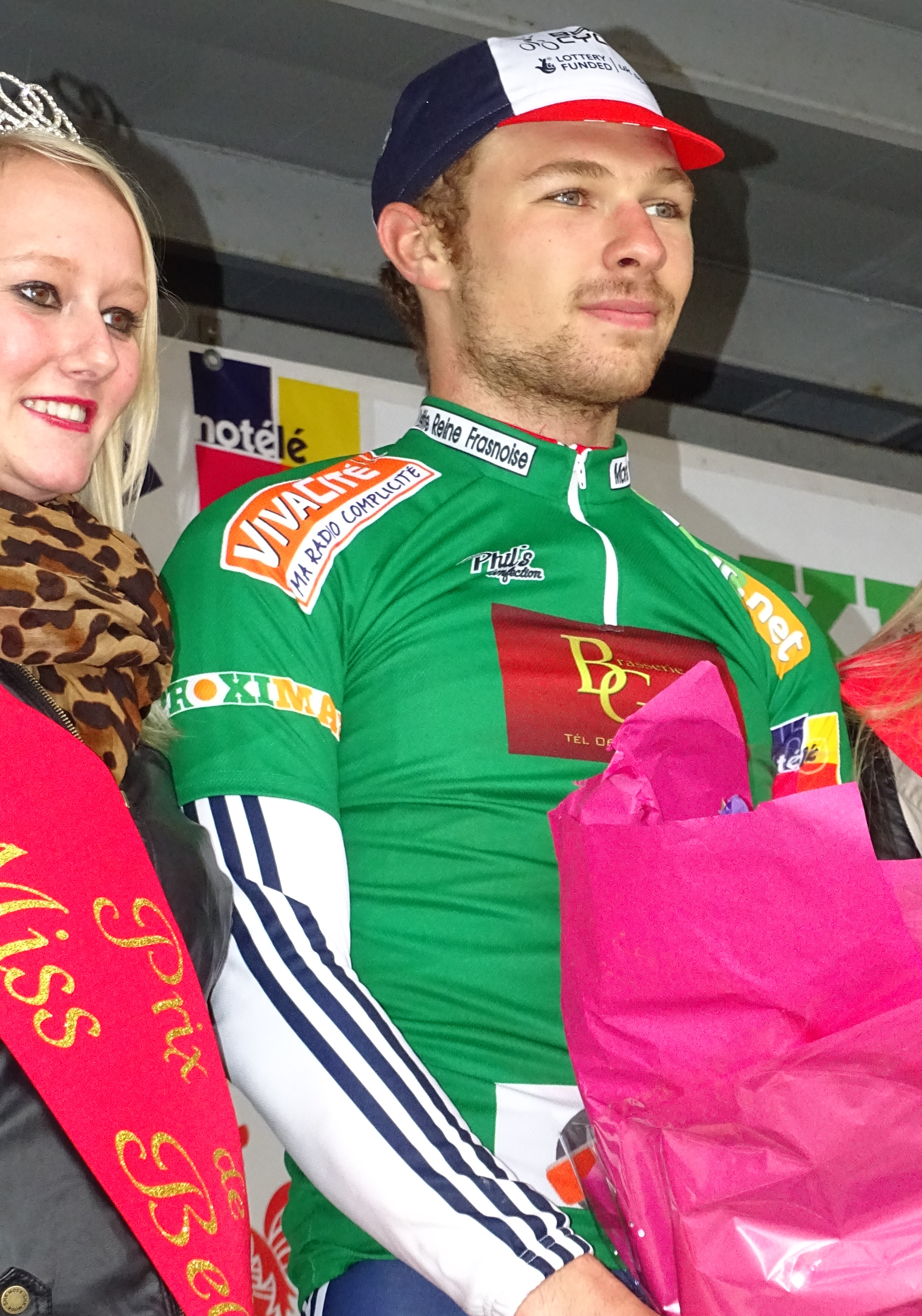
Owain Doull remporte le classement par points.
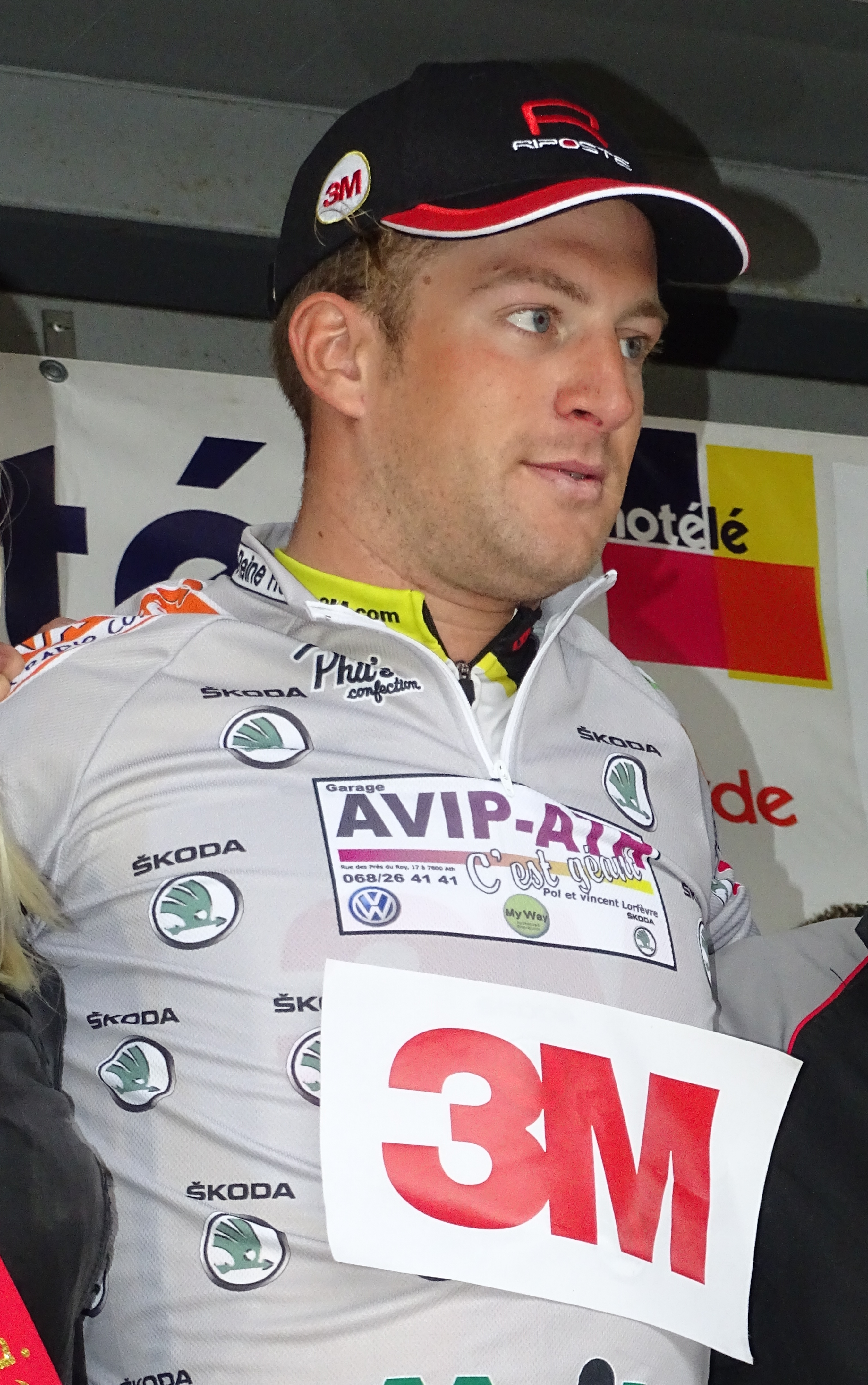
Nicolas Vereecken remporte le classement de la montagne.
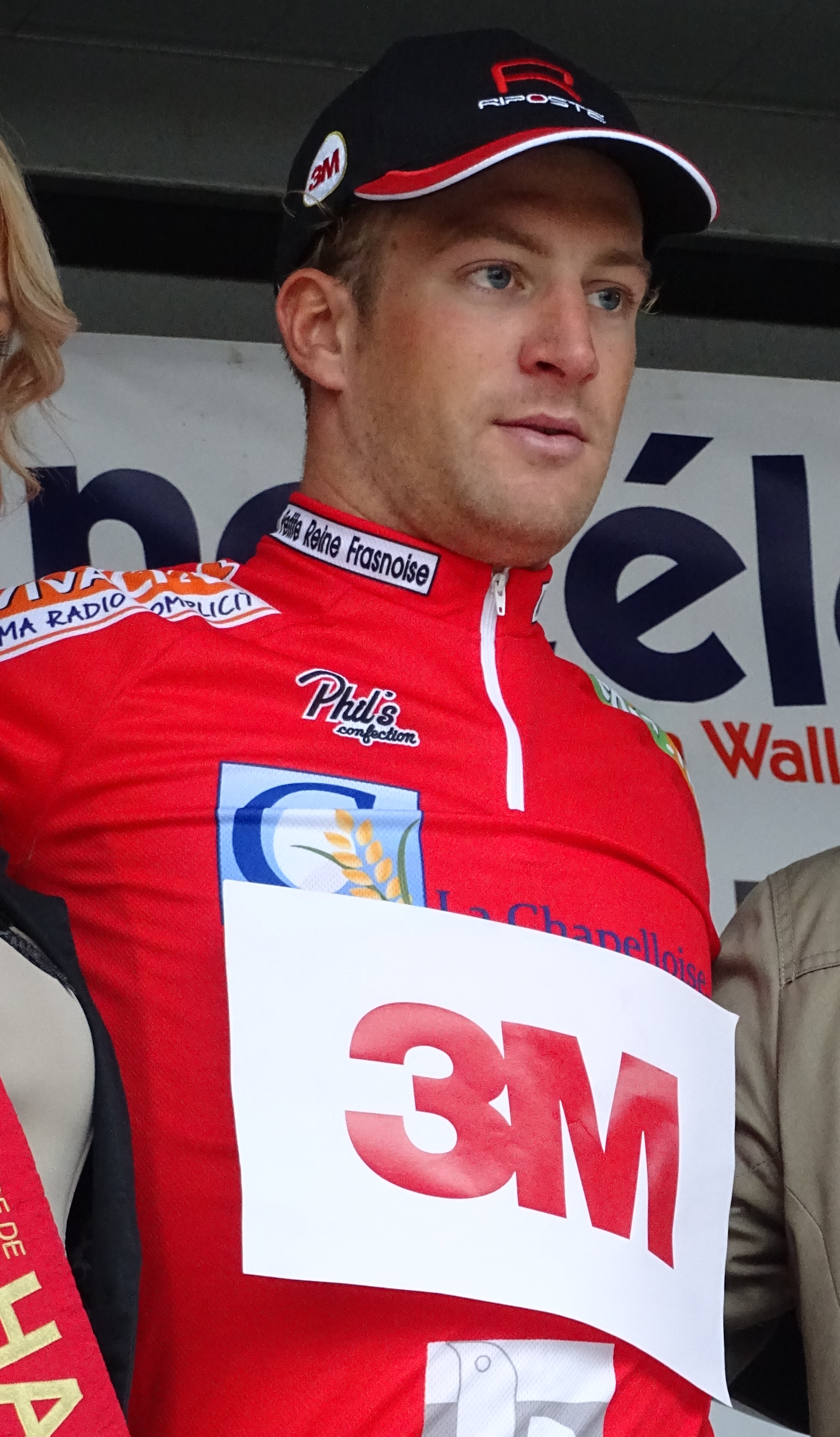
Nicolas Vereecken remporte le classement des rushs.
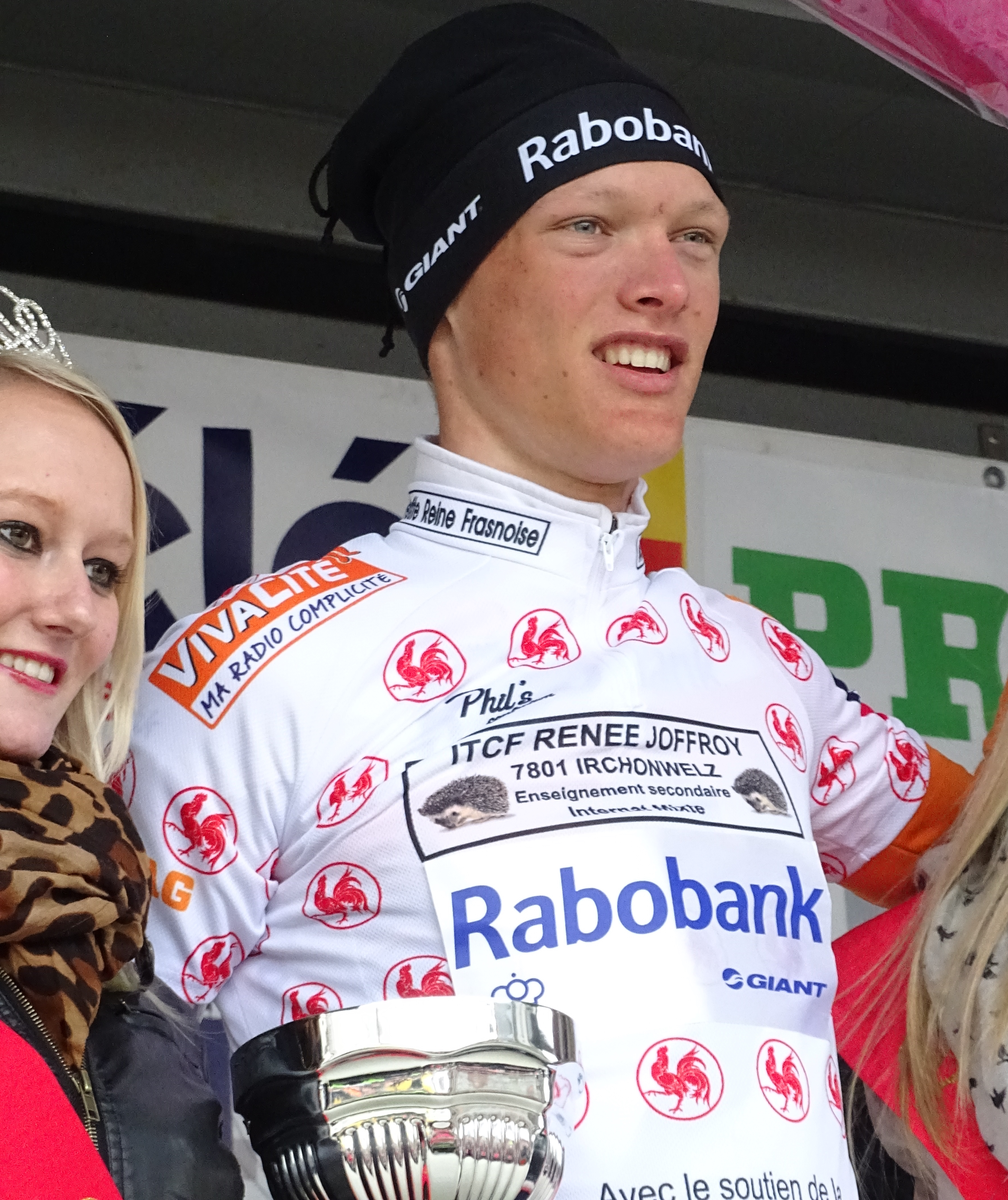
Sjoerd Bax remporte le classement du meilleur jeune.

| Classement par points | Classement par points | Classement par points | Classement par points                   | Classement par points |
| --------------------- | --------------------- | --------------------- | --------------------------------------- | --------------------- |
|                       | Coureur               | Pays                  | Équipe                                  | Point(s)              |
| 1er                   | Owain Doull           | Royaume-Uni           | Équipe nationale du Royaume-Uni espoirs | 52 points             |
| 2e                    | Maxime Farazijn       | Belgique              | EFC-Etixx                               | 31 pts                |
| 3e                    | Lilian Calmejane      | France                | Vendée U                                | 27 pts                |
| modifier              |                       |                       |                                         |                       |

| Classement de la montagne | Classement de la montagne | Classement de la montagne | Classement de la montagne          | Classement de la montagne |
| ------------------------- | ------------------------- | ------------------------- | ---------------------------------- | ------------------------- |
|                           | Coureur                   | Pays                      | Équipe                             | Point(s)                  |
| 1er                       | Nicolas Vereecken         | Belgique                  | 3M                                 | 57 points                 |
| 2e                        | Ruslan Giliazov           | Russie                    | Équipe nationale de Russie espoirs | 43 pts                    |
| 3e                        | Maarten Craeghs           | Belgique                  | Lotto-Soudal U23                   | 37 pts                    |
| modifier                  |                           |                           |                                    |                           |

| Classement des rushs | Classement des rushs | Classement des rushs | Classement des rushs                    | Classement des rushs |
| -------------------- | -------------------- | -------------------- | --------------------------------------- | -------------------- |
|                      | Coureur              | Pays                 | Équipe                                  | Point(s)             |
| 1er                  | Nicolas Vereecken    | Belgique             | 3M                                      | 39 points            |
| 2e                   | Owain Doull          | Royaume-Uni          | Équipe nationale du Royaume-Uni espoirs | 11 pts               |
| 3e                   | Nans Peters          | France               | Équipe nationale de France espoirs      | 9 pts                |
| modifier             |                      |                      |                                         |                      |

| Classement du meilleur jeune | Classement du meilleur jeune | Classement du meilleur jeune | Classement du meilleur jeune | Classement du meilleur jeune |
|                              | Coureur                      | Pays                         | Équipe                       | Temps                        |
| ---------------------------- | ---------------------------- | ---------------------------- | ---------------------------- | ---------------------------- |
| 1er                          | Sjoerd Bax                   | Pays-Bas                     | Rabobank Development         | en 14 h 27 min 33 s          |
| 2e                           | Jan Maas                     | Pays-Bas                     | Rabobank Development         | + 1 min 9 s                  |
| 3e                           | Jordi Warlop                 | Belgique                     | EFC-Etixx                    | + 1 min 12 s                 |
| modifier                     |                              |                              |                              |                              |

| \| Classement par équipes[1] \| Classement par équipes[1] \| Classement par équipes[1] \| Classement par équipes[1] \| \| \| Équipe \| Pays \| Temps \| \| ------------------------- \| ------------------------- \| ------------------------- \| ------------------------- \| \| 1re \| Vendée U \| France \| en 43 h 13 min 20 s \| \| 2e \| EFC-Etixx \| Belgique \| + 4 min 46 s \| \| 3e \| Rabobank Development \| Pays-Bas \| + 5 min 31 s \| \| modifier \| \| \| \| |                      |          |                     |
| Classement par équipes |                      |          |                     |
| | Équipe               | Pays     | Temps               |
| 1re | Vendée U             | France   | en 43 h 13 min 20 s |
| 2e | EFC-Etixx            | Belgique | + 4 min 46 s        |
| 3e | Rabobank Development | Pays-Bas | + 5 min 31 s        |
| modifier |                      |          |                     |

### UCI Europe Tour
Ce Triptyque des Monts et Châteaux attribue des points pour l'UCI Europe Tour 2015, par équipes seulement aux coureurs des équipes continentales professionnelles et continentales, individuellement à tous les coureurs sauf ceux faisant partie d'une équipe ayant un label WorldTeam.
| Position,          | 1er | 2e | 3e | 4e | 5e | 6e | 7e | 8e |
| Classement général | 40  | 30 | 16 | 12 | 10 | 8  | 6  | 3  |
| Par étapel         | 8   | 5  | 2  |    |    |    |    |    |
| Leader, par étapel | 4   |    |    |    |    |    |    |    |

| Cycliste            | Équipe                                  | Général | Étape | Leader | Total |
| ------------------- | --------------------------------------- | ------- | ----- | ------ | ----- |
| Lilian Calmejane    | Vendée U                                | 40      | 8     | 8      | 56    |
| Owain Doull         | Équipe nationale du Royaume-Uni espoirs | 30      | 5     | -      | 35    |
| Maxime Farazijn     | EFC-Etixx                               | 16      | 8     | -      | 24    |
| Fabien Grellier     | Équipe nationale de France espoirs      | 12      | 2     | -      | 14    |
| Marc Fournier       | Équipe nationale de France espoirs      | -       | 8     | 4      | 12    |
| Alexander Krieger   | Leopard Development                     | 10      | -     | -      | 10    |
| Jérémy Cornu        | Vendée U                                | 8       | -     | -      | 8     |
| Steven Lammertink   | SEG Racing                              | -       | 8     | -      | 8     |
| Romain Guyot        | Vendée U                                | 6       | -     | -      | 6     |
| Robert-Jon McCarthy | SEG Racing                              | -       | 5     | -      | 5     |
| Nans Peters         | Équipe nationale de France espoirs      | -       | 5     | -      | 5     |
| Dmitri Strakhov     | Équipe nationale de Russie espoirs      | -       | 5     | -      | 5     |
| Taruia Krainer      | Vendée U                                | 3       | -     | -      | 3     |
| Rémy Mertz          | Color Code-Aquality Protect             | -       | 2     | -      | 2     |
| Frederik Vandewiele | Van Der Vurst-Hiko                      | -       | 2     | -      | 2     |
| Romain Cardis       | Vendée U                                | -       | 2     | -      | 1     |

## Évolution des classements
| Étape              | Vainqueur          | Classement général | Classement par points | Classement de la montagne | Classement des rushs | Classement du meilleur jeune | Classement par équipes             |
| ------------------ | ------------------ | ------------------ | --------------------- | ------------------------- | -------------------- | ---------------------------- | ---------------------------------- |
| 1                  | Marc Fournier      | Marc Fournier      | Marc Fournier         | Marc Fournier             | Marc Fournier        | Jordi Warlop                 | Équipe nationale de France espoirs |
| 2                  | Lilian Calmejane   | Lilian Calmejane   | Owain Doull           | Daan Myngheer             | Owain Doull          | Sjoerd Bax                   | Vendée U                           |
| 3                  | Steven Lammertink  | Lilian Calmejane   | Owain Doull           | Ruslan Giliazov           | Nicolas Vereecken    | Sjoerd Bax                   |                                    |
| 4                  | Maxime Farazijn    | Lilian Calmejane   | Owain Doull           | Nicolas Vereecken         | Nicolas Vereecken    | Sjoerd Bax                   |                                    |
| Classements finals | Classements finals | Lilian Calmejane   | Owain Doull           | Nicolas Vereecken         | Nicolas Vereecken    | Sjoerd Bax                   | Vendée U                           |

## Liste des participants
- Liste de départ complète

| Légende                                | Légende                                                                                                  | Légende                         | Légende                                                                                                  |
| -------------------------------------- | --- | ------------------------------- | --- |
| Num                                    | Dossard de départ porté par le coureur sur ce Triptyque des Monts et Châteaux                            | Pos                             | Position finale au classement général                                                                    |
| Leader du classement général           | Indique le vainqueur du classement général                                                               | Leader du classement par points | Indique le vainqueur du classement par points                                                            |
| Leader du classement de la montagne    | Indique le vainqueur du classement de la montagne                                                        | Leader du classement des rushs  | Indique le vainqueur du classement des rushs                                                             |
| Leader du classement du meilleur jeune | Indique le vainqueur du classement du meilleur jeune                                                     |                                 | Indique un maillot de champion national ou mondial, suivi de sa spécialité                               |
| #                                      | Indique la meilleure équipe                                                                              | NP                              | Indique un coureur qui n'a pas pris le départ d'une étape, suivi du numéro de l'étape où il s'est retiré |
| AB                                     | Indique un coureur qui n'a pas terminé une étape, suivi du numéro de l'étape où il s'est retiré          | HD                              | Indique un coureur qui a terminé une étape hors des délais, suivi du numéro de l'étape                   |
| *                                      | Indique un coureur en lice pour le classement du meilleur jeune (coureurs nés après le 1er janvier 1996) |                                 | |

| Équipe nationale du Royaume-Uni espoirs GBR | Équipe nationale du Royaume-Uni espoirs GBR | Équipe nationale du Royaume-Uni espoirs GBR |
| ------------------------------------------- | ------------------------------------------- | ------------------------------------------- |
| Num                                         | Coureur                                     | Pos                                         |
| 1                                           | Owain Doull (GBR)                           | 2e                                          |
| 2                                           | Jonathan Dibben (GBR)                       | AB-1                                        |
| 3                                           | Scott Davies (GBR)                          | AB-4                                        |
| 4                                           | Jake Kelly (GBR)                            | AB-2                                        |
| 5                                           | Oliver Wood (GBR)                           | AB-2                                        |
| 6                                           | Christopher Latham (GBR)                    | 76e                                         |
| 7                                           | Germain Burton (GBR)                        | 67e                                         |
| Directeur sportif : Keith Lambert           |                                             |                                             |

| Équipe nationale de France espoirs FRA   | Équipe nationale de France espoirs FRA | Équipe nationale de France espoirs FRA |
| ---------------------------------------- | -------------------------------------- | -------------------------------------- |
| Num                                      | Coureur                                | Pos                                    |
| 11                                       | Franck Bonnamour (FRA)                 | AB-2                                   |
| 12                                       | Rémi Cavagna (FRA)                     | 60e                                    |
| 13                                       | Marc Fournier (FRA)                    | AB-4                                   |
| 14                                       | Fabien Grellier (FRA)                  | 4e                                     |
| 15                                       | Thibault Nuns (FRA)                    | 75e                                    |
| 16                                       | Nans Peters (FRA)                      | 57e                                    |
| 17                                       | Yoän Vérardo (FRA)                     | AB-4                                   |
| Directeur sportif : Pierre-Yves Chatelon |                                        |                                        |

| Color Code-Aquality Protect CCB              | Color Code-Aquality Protect CCB | Color Code-Aquality Protect CCB |
| -------------------------------------------- | ------------------------------- | ------------------------------- |
| Num                                          | Coureur                         | Pos                             |
| 21                                           | Julien Kaise (BEL)              | 29e                             |
| 22                                           | Charlie Arimont (BEL)*          | 83e                             |
| 23                                           | Martin Palm (BEL)*              | 77e                             |
| 24                                           | Loïc Hennaux (BEL)*             | NP-3                            |
| 25                                           | Antoine Loy (BEL)*              | 88e                             |
| 26                                           | Rémy Mertz (BEL)                | 56e                             |
| 27                                           | Maximilien Picoux (BEL)         | AB-4                            |
| Directeur sportif : Jean-Denis Vandenbroucke |                                 |                                 |

| BCV Works-Soenens BCV              | BCV Works-Soenens BCV     | BCV Works-Soenens BCV |
| ---------------------------------- | ------------------------- | --------------------- |
| Num                                | Coureur                   | Pos                   |
| 31                                 | Gianni Bossuyt (BEL)      | AB-4                  |
| 32                                 | Tijs Delbaere (BEL)       | AB-2                  |
| 33                                 | Edward Planckaert (BEL)   | 50e                   |
| 34                                 | Michael Cools (BEL)       | AB-2                  |
| 35                                 | Cédric Defreyne (BEL)     | 51e                   |
| 36                                 | Bram Van Renterghem (BEL) | AB-4                  |
| 37                                 | Robby Cobbaert (BEL)      | 69e                   |
| Directeur sportif : Luc Corneillie |                           |                       |

| Colba-Superano Ham CSH            | Colba-Superano Ham CSH  | Colba-Superano Ham CSH |
| --------------------------------- | ----------------------- | ---------------------- |
| Num                               | Coureur                 | Pos                    |
| 41                                | Jelle Mannaerts (BEL)   | 95e                    |
| 42                                | Thomas Van Opstal (BEL) | AB-1                   |
| 43                                | Jelle Donders (BEL)     | AB-1                   |
| 44                                | Nick van der Meer (NED) | 84e                    |
| 45                                | Rick Ottema (NED)       | 23e                    |
| 46                                | Vincent De Boeck (BEL)  | AB-2                   |
| 47                                | Stein Van Couter (BEL)  | 101e                   |
| Directeur sportif : David Baudson |                         |                        |

| Équipe nationale d'Estonie espoirs EST | Équipe nationale d'Estonie espoirs EST | Équipe nationale d'Estonie espoirs EST |
| -------------------------------------- | -------------------------------------- | -------------------------------------- |
| Num                                    | Coureur                                | Pos                                    |
| 51                                     | Norman Vahtra (EST)*                   | AB-4                                   |
| 52                                     | Aksel Nõmmela (EST)                    | AB-4                                   |
| 53                                     | Endrik Puntso (EST)                    | 108e                                   |
| 54                                     | Martin Laas (EST)                      | 96e                                    |
| 55                                     | Mihkel Räim (EST)                      | 52e                                    |
| 56                                     | Timmo Jeret (EST)                      | 68e                                    |
| 57                                     | Josten Vaidem (EST)                    | AB-4                                   |
| Directeur sportif : Rene Mandri        |                                        |                                        |

| EFC-Etixx EFC                | EFC-Etixx EFC           | EFC-Etixx EFC |
| ---------------------------- | ----------------------- | ------------- |
| Num                          | Coureur                 | Pos           |
| 61                           | Piet Allegaert (BEL)    | 65e           |
| 62                           | Benjamin Declercq (BEL) | 59e           |
| 63                           | Aimé De Gendt (BEL)     | 17e           |
| 64                           | Maxime Farazijn (BEL)   | 3e            |
| 65                           | Gilles Loncin (BEL)     | AB-4          |
| 66                           | Christophe Noppe (BEL)  | 20e           |
| 67                           | Jordi Warlop (BEL)*     | 22e           |
| Directeur sportif : Wim Feys |                         |               |

| Équipe nationale d'Allemagne espoirs GER | Équipe nationale d'Allemagne espoirs GER | Équipe nationale d'Allemagne espoirs GER |
| ---------------------------------------- | ---------------------------------------- | ---------------------------------------- |
| Num                                      | Coureur                                  | Pos                                      |
| 71                                       | Fabian Brintrup (GER)                    | 73e                                      |
| 72                                       | Nico Denz (GER)                          | NP-3                                     |
| 73                                       | Marco Mathis (GER)                       | AB-4                                     |
| 74                                       | Nils Politt (GER)                        | 15e                                      |
| 75                                       | Michel Koch (GER)                        | AB-1                                     |
| 76                                       | Julian Schulze (GER)                     | AB-2                                     |
| 77                                       | Mario Vogt (GER)                         | AB-2                                     |
| Directeur sportif : Ralf Grabsch         |                                          |                                          |

| Rabobank Development RDT             | Rabobank Development RDT  | Rabobank Development RDT |
| ------------------------------------ | ------------------------- | ------------------------ |
| Num                                  | Coureur                   | Pos                      |
| 81                                   | Sjoerd Bax (NED)*         | 16e                      |
| 82                                   | Cees Bol (NED)            | 40e                      |
| 83                                   | Hartthijs de Vries (NED)* | 30e                      |
| 84                                   | Piotr Havik (NED)         | 14e                      |
| 85                                   | Jan Maas (NED)*           | 21e                      |
| 86                                   | Jeroen Meijers (NED)      | 12e                      |
| 87                                   | Martijn Tusveld (NED)     | 10e                      |
| Directeur sportif : Grischa Niermann |                           |                          |

| Équipe nationale des États-Unis espoirs USA | Équipe nationale des États-Unis espoirs USA | Équipe nationale des États-Unis espoirs USA |
| ------------------------------------------- | ------------------------------------------- | ------------------------------------------- |
| Num                                         | Coureur                                     | Pos                                         |
| 91                                          | Justin Oien (USA)                           | NP-4                                        |
| 92                                          | Daniel Eaton (USA)                          | 43e                                         |
| 93                                          | Tyler Williams (USA)                        | AB-1                                        |
| 94                                          | Colin Joyce (USA)                           | 27e                                         |
| 95                                          | Miguel Bryon (USA)                          | 66e                                         |
| 96                                          | William Barta (USA)*                        | 62e                                         |
| 97                                          | Phillip O'Donnell (USA)*                    | 63e                                         |
| Directeur sportif : William Crane           |                                             |                                             |

| SEG Racing SEG                      | SEG Racing SEG             | SEG Racing SEG |
| ----------------------------------- | -------------------------- | -------------- |
| Num                                 | Coureur                    | Pos            |
| 101                                 | Julius van den Berg (NED)* | 31e            |
| 102                                 | Steven Lammertink (NED)    | 61e            |
| 103                                 | Robert-Jon McCarthy (AUS)  | 13e            |
| 104                                 | Jenthe Biermans (BEL)      | AB-2           |
| 105                                 | Magnus Bak Klaris (DEN)*   | AB-1           |
| 106                                 | Fabio Jakobsen (NED)*      | 54e            |
| 107                                 |                            |                |
| Directeur sportif : Michiel Elijzen |                            |                |

| Profel United PFU                | Profel United PFU      | Profel United PFU |
| -------------------------------- | ---------------------- | ----------------- |
| Num                              | Coureur                | Pos               |
| 111                              | Michiel Broes (BEL)    | 87e               |
| 112                              | Lennert Teugels (BEL)  | 53e               |
| 113                              | Nick Wynants (BEL)     | 86e               |
| 114                              | Lennert Hoefkens (BEL) | AB-4              |
| 115                              | Niels Reynvoet (BEL)   | 42e               |
| 116                              | Jamie Herremans (BEL)  | AB-1              |
| 117                              | Floris Smeyers (BEL)   | 102e              |
| Directeur sportif : Johan Remels |                        |                   |

| Verandas Willems-Crabbé-CC Chevigny CHE | Verandas Willems-Crabbé-CC Chevigny CHE | Verandas Willems-Crabbé-CC Chevigny CHE |
| --------------------------------------- | --------------------------------------- | --------------------------------------- |
| Num                                     | Coureur                                 | Pos                                     |
| 121                                     | Dries Verstrepen (BEL)                  | NP-1                                    |
| 122                                     | Merlijn Decoster (BEL)                  | AB-4                                    |
| 123                                     | Victor Van Bost (BEL)*                  | 92e                                     |
| 124                                     | Brent Goethals (BEL)                    | 107e                                    |
| 125                                     | Gal Weitz (ISR)                         | AB-1                                    |
| 126                                     | Joris Van Laer (BEL)                    | AB-1                                    |
| 127                                     | Sébastien Remacle (BEL)                 | AB-1                                    |
| Directeur sportif : Philippe Liénart    |                                         |                                         |

| Lotto-Soudal U23 LTU                      | Lotto-Soudal U23 LTU    | Lotto-Soudal U23 LTU |
| ----------------------------------------- | ----------------------- | -------------------- |
| Num                                       | Coureur                 | Pos                  |
| 131                                       | Maarten Craeghs (BEL)   | 39e                  |
| 132                                       | Kevin Deltombe (BEL)    | 28e                  |
| 133                                       | Michael Goolaerts (BEL) | AB-2                 |
| 134                                       | Senne Leysen (BEL)*     | 48e                  |
| 135                                       | George Tansley (AUS)    | 35e                  |
| 136                                       | Joachim Vanreyten (BEL) | AB-4                 |
| 137                                       | Enzo Wouters (BEL)*     | 36e                  |
| Directeur sportif : Wesley Van Speybroeck |                         |                      |

| Vendée U # VEN                       | Vendée U # VEN         | Vendée U # VEN |
| ------------------------------------ | ---------------------- | -------------- |
| Num                                  | Coureur                | Pos            |
| 141                                  | Loïc Bouchereau (FRA)  | 74e            |
| 142                                  | Lilian Calmejane (FRA) | 1er            |
| 143                                  | Romain Cardis (FRA)    | 34e            |
| 144                                  | Jérémy Cornu (FRA)     | 6e             |
| 145                                  | Marlon Gaillard (FRA)* | AB-1           |
| 146                                  | Romain Guyot (FRA)     | 7e             |
| 147                                  | Taruia Krainer (FRA)   | 8e             |
| Directeur sportif : Damien Pommereau |                        |                |

| Équipe nationale de Russie espoirs RUS | Équipe nationale de Russie espoirs RUS | Équipe nationale de Russie espoirs RUS |
| -------------------------------------- | -------------------------------------- | -------------------------------------- |
| Num                                    | Coureur                                | Pos                                    |
| 151                                    | Mamyr Stash (RUS)                      | 78e                                    |
| 152                                    | Roman Kustadinchev (RUS)               | 90e                                    |
| 153                                    | Igor Kuznetsov (RUS)*                  | 94e                                    |
| 154                                    | Stepan Kurianov (RUS)*                 | 82e                                    |
| 155                                    | Ruslan Giliazov (RUS)                  | 38e                                    |
| 156                                    | Nikolay Cherkasov (RUS)*               | AB-1                                   |
| 157                                    | Dmitri Strakhov (RUS)                  | 49e                                    |
| Directeur sportif : Irakli Abramyan    |                                        |                                        |

| KSV Deerlijk-Gaverzicht DEE     | KSV Deerlijk-Gaverzicht DEE | KSV Deerlijk-Gaverzicht DEE |
| ------------------------------- | --------------------------- | --------------------------- |
| Num                             | Coureur                     | Pos                         |
| 161                             | Manolito Balcaen (BEL)      | AB-2                        |
| 162                             | Jochen Deweer (BEL)         | 80e                         |
| 163                             | Michiel Stockman (BEL)*     | 79e                         |
| 164                             | Gianni Marchand (BEL)       | 85e                         |
| 165                             | Evert Vanneste (BEL)        | 81e                         |
| 166                             | Lounes Verschaeve (BEL)     | 89e                         |
| 167                             | Jesper Yserbijt (BEL)       | 98e                         |
| Directeur sportif : Wim Dewaele |                             |                             |

| T.Palm-Pôle Continental Wallon PCW     | T.Palm-Pôle Continental Wallon PCW | T.Palm-Pôle Continental Wallon PCW |
| -------------------------------------- | ---------------------------------- | ---------------------------------- |
| Num                                    | Coureur                            | Pos                                |
| 171                                    | Thomas Armstrong (GBR)             | NP-2                               |
| 172                                    | Jonathan Baratto (BEL)             | 45e                                |
| 173                                    | Claudio Catania (ITA)              | AB-1                               |
| 174                                    | Nicolas Mertz (BEL)                | 55e                                |
| 175                                    | Alexandre Seny (BEL)               | AB-4                               |
| 176                                    | Ian Vansumere (BEL)                | AB-2                               |
| 177                                    | Maxime Vekeman (BEL)               | 97e                                |
| Directeur sportif : Pascal Pieterarens |                                    |                                    |

| Ottignies-Perwez OTP               | Ottignies-Perwez OTP           | Ottignies-Perwez OTP |
| ---------------------------------- | ------------------------------ | -------------------- |
| Num                                | Coureur                        | Pos                  |
| 181                                | Arne Casier (BEL)              | 99e                  |
| 182                                | Julien Dechesne (BEL)          | NP-2                 |
| 183                                | Grégory La Rose (BEL)          | AB-1                 |
| 184                                | Jelle Goderis (BEL)            | 100e                 |
| 185                                | Jake Klajnblat (AUS)           | AB-1                 |
| 186                                | Wim Reynaerts (BEL)            | AB-4                 |
| 187                                | Christopher Vandenbulcke (BEL) | AB-1                 |
| Directeur sportif : André Soetaers |                                |                      |

| VL Technics-Experza-Abutriek VLT  | VL Technics-Experza-Abutriek VLT | VL Technics-Experza-Abutriek VLT |
| --------------------------------- | -------------------------------- | -------------------------------- |
| Num                               | Coureur                          | Pos                              |
| 191                               | Axel De Corte (BEL)              | 91e                              |
| 192                               | Jan Logier (BEL)                 | 37e                              |
| 193                               | Mathias Ballet (BEL)             | 70e                              |
| 194                               | Seppe Verschuere (BEL)           | 46e                              |
| 195                               | Laurent Pieters (BEL)            | 72e                              |
| 196                               | Arjen Livyns (BEL)               | 25e                              |
| 197                               | Bram Van Broekhoven (BEL)        | NP-2                             |
| Directeur sportif : Nicolas Dereu |                                  |                                  |

| Veranclassic-Ekoï VER               | Veranclassic-Ekoï VER           | Veranclassic-Ekoï VER |
| ----------------------------------- | ------------------------------- | --------------------- |
| Num                                 | Coureur                         | Pos                   |
| 201                                 | Antoine Leleu (BEL)             | AB-2                  |
| 202                                 | David Desmecht (BEL)            | 106e                  |
| 203                                 | Francesco Van Coppernolle (BEL) | 64e                   |
| 204                                 | Niels De Rooze (BEL)            | 47e                   |
| 205                                 | Robbe Casier (BEL)*             | 71e                   |
| 206                                 | Julien Van den Brande (BEL)     | 105e                  |
| 207                                 | Serge Dewortelaer (BEL)         | AB-1                  |
| Directeur sportif : Willy Teirlinck |                                 |                       |

| Leopard Development LDT           | Leopard Development LDT | Leopard Development LDT |
| --------------------------------- | ----------------------- | ----------------------- |
| Num                               | Coureur                 | Pos                     |
| 211                               | Kevin Feiereisen (LUX)  | AB-4                    |
| 212                               | Kristian Haugaard (DEN) | NP-3                    |
| 213                               | Alexander Krieger (GER) | 5e                      |
| 214                               | Brent Luyckx (BEL)      | 44e                     |
| 215                               | Viktor Manakov (RUS)    | 33e                     |
| 216                               | Patrick Olesen (DEN)    | 93e                     |
| 217                               | Luc Turchi (LUX)        | AB-2                    |
| Directeur sportif : Markus Zingen |                         |                         |

| 3M MMM                          | 3M MMM                  | 3M MMM |
| ------------------------------- | ----------------------- | ------ |
| Num                             | Coureur                 | Pos    |
| 221                             | Emiel Vermeulen (BEL)   | NP-1   |
| 222                             | Jaap de Man (NED)       | NP-1   |
| 223                             | Elliott Porter (GBR)    | 32e    |
| 224                             | Kevin Panhuyzen (BEL)   | AB-1   |
| 225                             | Jake Tanner (GBR)       | 41e    |
| 226                             | Tim Vanspeybroeck (BEL) | 9e     |
| 227                             | Nicolas Vereecken (BEL) | 58e    |
| Directeur sportif : Tim Lacroix |                         |        |

| Verandas Willems WIL                  | Verandas Willems WIL       | Verandas Willems WIL |
| ------------------------------------- | -------------------------- | -------------------- |
| Num                                   | Coureur                    | Pos                  |
| 231                                   | Daan Myngheer (BEL)        | 24e                  |
| 232                                   | Dries De Bondt (BEL)       | 11e                  |
| 233                                   | Joren Touquet (BEL)        | 26e                  |
| 234                                   | Elias Van Breussegem (BEL) | NP-4                 |
| 235                                   | Jérôme Kerf (BEL)          | AB-4                 |
| 236                                   | Sten Van Gucht (BEL)       | 19e                  |
| 237                                   | Christophe Prémont (BEL)   | NP-3                 |
| Directeur sportif : Gautier De Winter |                            |                      |

| Van Der Vurst-Hiko VDV               | Van Der Vurst-Hiko VDV    | Van Der Vurst-Hiko VDV |
| ------------------------------------ | ------------------------- | ---------------------- |
| Num                                  | Coureur                   | Pos                    |
| 241                                  | Alfdan De Decker (BEL)*   | AB-4                   |
| 242                                  | Johannes De Paepe (BEL)   | 104e                   |
| 243                                  | Jelle De Ville (BEL)      | 103e                   |
| 244                                  | Axel Gremelpont (BEL)     | AB-1                   |
| 245                                  | Yorick Slagmulders (BEL)  | AB-2                   |
| 246                                  | Goran Van de Walle (BEL)  | AB-2                   |
| 247                                  | Frederik Vandewiele (BEL) | 18e                    |
| Directeur sportif : Koen Scheerlinck |                           |                        |